# Reino de Baviera
El Reino de Baviera (en alemán: Königreich Bayern) fue un estado alemán que existió desde 1806 hasta 1918. El elector Maximiliano I José, de la casa de Wittelsbach se convirtió en el primer rey de Baviera en 1806. El trono le pertenecería a su familia hasta la disolución del reino tras la Primera Guerra Mundial.
Muchos de los límites modernos de Baviera fueron trazados en 1815 durante el Congreso de Viena en el que Baviera le cedía el Innviertel, Salzburgo, Tirol y Vorarlberg al Imperio austríaco, en tanto que recibía parte del Palatinado Renano el Sarre, Aschaffenburg y Wurzburgo. Como parte del Imperio alemán, el reino era superado en tamaño solo por Prusia.
Desde la unificación alemana en 1871, Baviera ha seguido siendo parte de Alemania hasta el día de hoy.

## Historia

### Reinado de Maximiliano I

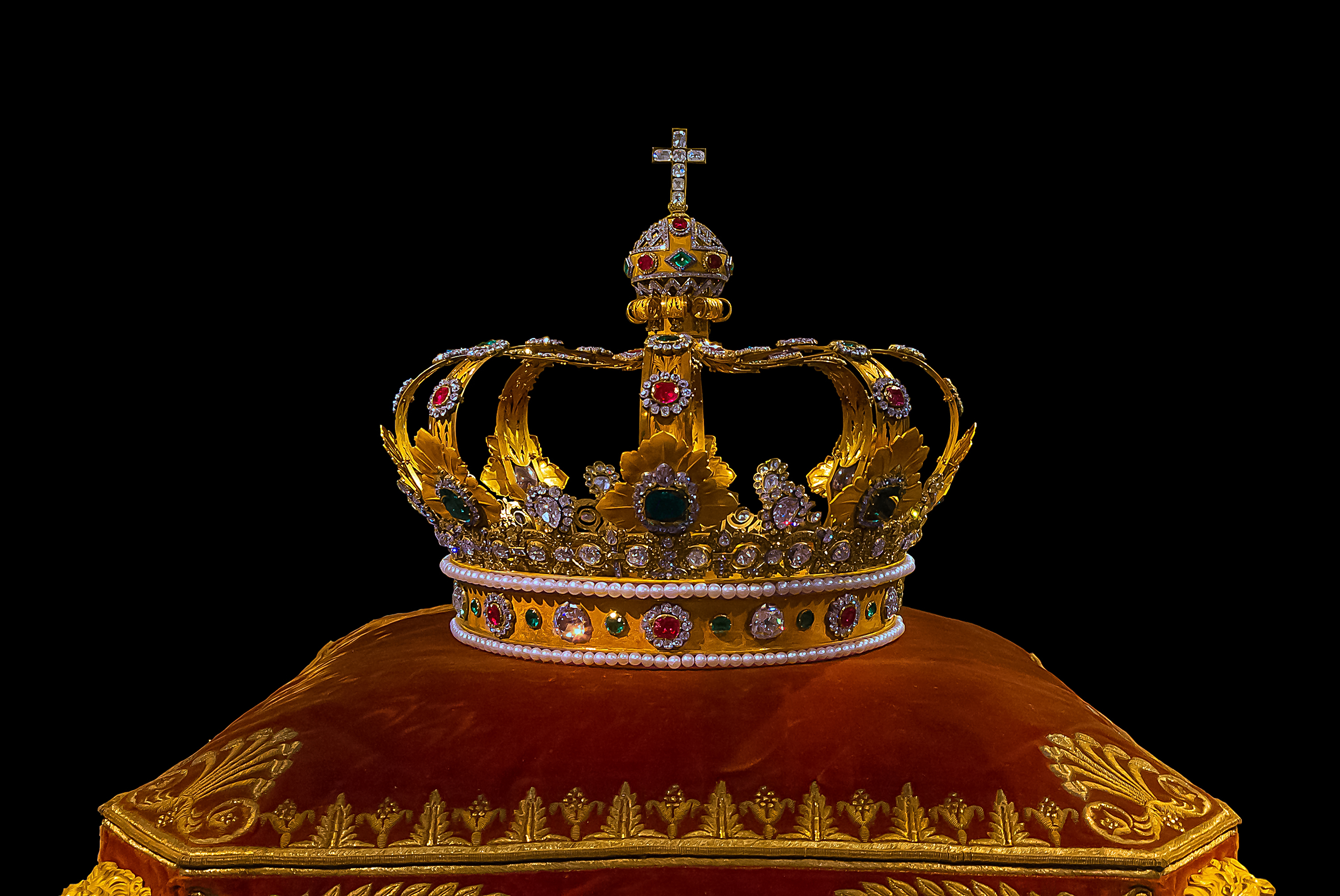
Corona del reino bávaro.

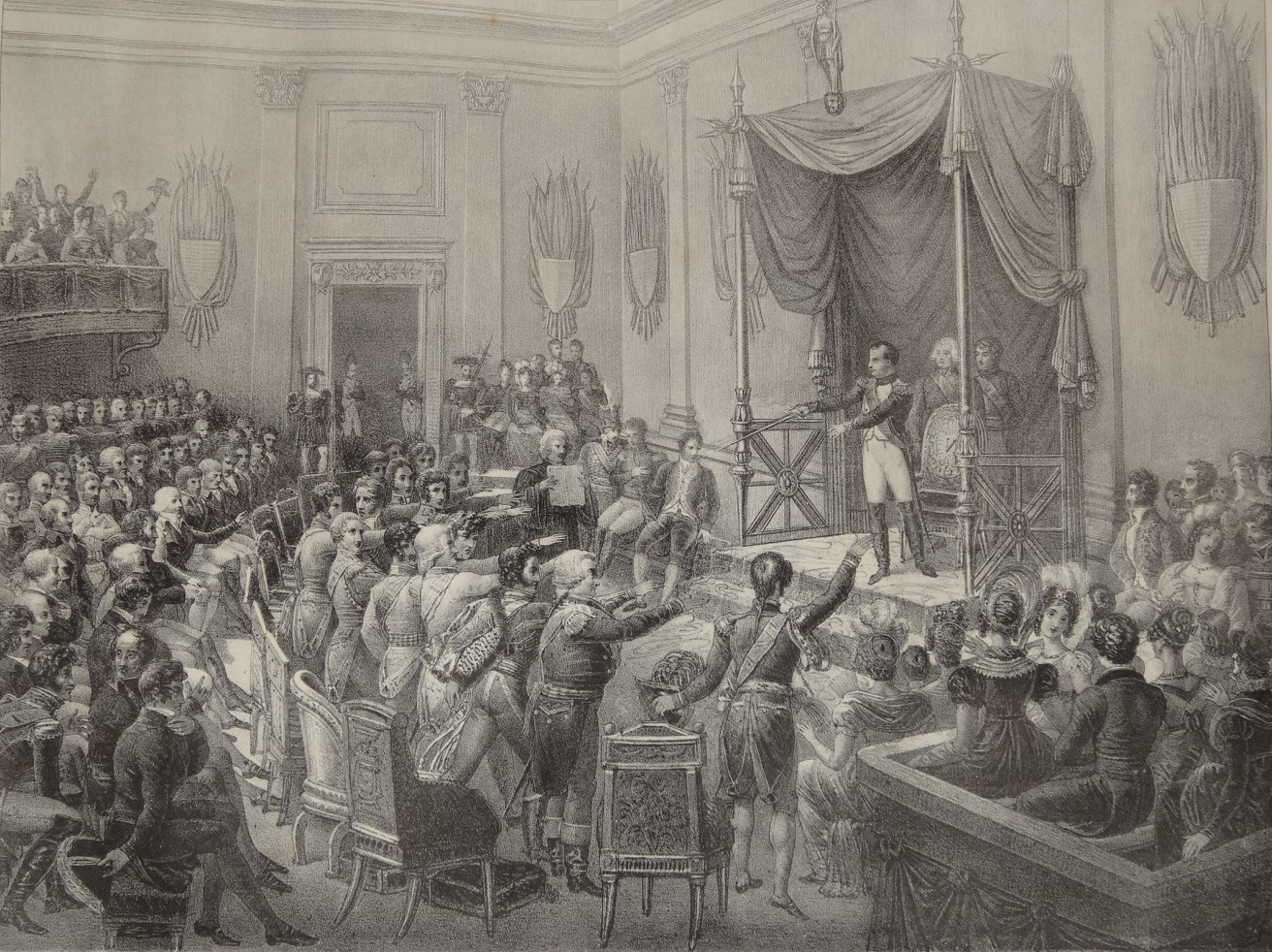
Napoleón junto con diversos príncipes alemanes, establecen la Confederación del Rin.

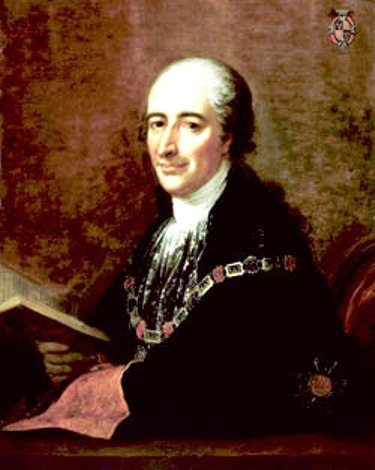
Maximilian von Montgelas, ministro y principal asesor del rey Maximiliano I.

En la guerra de 1805, de acuerdo con un tratado de alianza firmado en Wurzburgo el 23 de septiembre, las tropas bávaras, por primera vez desde los días de Carlos VII, lucharon al lado de los franceses y por el tratado de Presburgo, firmado el 26 de diciembre, recibía: el principado de Eichstädt, el Marquesado de Burgau, el señorío de Vorarlberg, los condados de Hohenems y Königsegg-Rothenfels, los señoríos de Argén y de Tettnang y las ciudades de Lindau y Augsburgo con sus territorios. Por otra parte Wurzburgo, obtenido en 1803, debía ser cedido por Baviera a Fernando III que entregaba el Electorado de Salzburgo a Austria a cambio del Tirol que era anexionado por los bávaros. Por el 1.er artículo del tratado el Emperador reconoció la asunción del elector del título de Rey como Maximiliano I de Baviera. El precio que Maximiliano tenía renuente pagar esta accesión de la dignidad era la unión de su hija Augusta con Eugène de Beauharnais. El 15 de marzo de 1806 él cedió el ducado de Berg[cita requerida] a Napoleón Bonaparte.
Para la constitución interna de Baviera también la alianza francesa tenía consecuencias significativas. Maximiliano I de Baviera era un Déspota ilustrado del tipo del siglo XVIII, cuyos principios tolerantes habían ofendido ya penosamente a sus temas administrativos y, en 1803, había discutido con la grupa de los viejos estados la cuestión de reformas. Pero los cambios revolucionarios introducidos por la constitución proclamada el 1 de mayo de 1808 eran debido a la influencia directa de Napoleón. Un barrido limpio fue hecho de la clase política medieval que sobrevivía en las dietas y los gremios locales soñolientos. En lugar del viejo sistema de privilegios y de exenciones estaban la igualdad ante la ley, la responsabilidad universal a los impuestos, la abolición de la servidumbre, la seguridad de la persona y la propiedad, libertad de conciencia y libertad de prensa. Crearon en el papel, basado en una licencia estrecha y con energías muy limitadas, pero nunca fueron convocadas a una asamblea representativa.
En 1809 Baviera fue otra vez a la guerra con Austria en el lado de Francia. Los tiroleses se sublevaron contra la autoridad bávara y tuvieron éxito tres veces derrotando a las tropas bávaras y francesas que intentan volver a tomar la región. Austria perdió la guerra de la Quinta Coalición contra Francia y tuvo que firmar el tratado de Schönbrunn en 1809. Glorificado a menudo como ejecutaron al héroe nacional de Tirol, Andreas Hofer, el líder de la sublevación, en 1810 en Mantua, perdiendo una tercera y final batalla contra las fuerzas francesas y bávaras. Por el tratado firmado en París el 28 de febrero de 1810 el Tirol del Sur fue cedido por Baviera al Reino de Italia conformando el Departamento de Alto Adigio y algunos pequeños distritos a Württemberg, recibiendo como compensación Salzburgo, el Innviertel, la mitad norte del Hausruck y los principados de Bayreuth y Ratisbona. La política de Montgelas había sido hasta ahora brillantemente acertada; pero la estrella de Napoleón ahora había alcanzado su cenit y el oportunista astuto había observado ya las muestras del cambio que venía.
En 1813 Baviera se unió a la alianza contra Napoleón Bonaparte, que era apoyada por el príncipe heredero Luis y por el Mariscal Wrede; el 8 de octubre fue firmado el tratado de Ried, por el cual Baviera se unió con los aliados. Aunque fue derrotada en la batalla de Hanau, cuando intentaba cortar la retirada francesa.
Entre 1799 y 1817 la cuenta principal del ministro Montgelas siguió una política terminante de modernización y puso las fundaciones de las estructuras administrativas que sobrevivieron incluso la monarquía y es (en su base) válida hasta hoy. El 1 de febrero de 1817, Montgelas había sido despedido; y Baviera había entrado en una nueva era de reforma constitucional.
El 26 de mayo de 1818, la constitución del Reino de Baviera fue proclamada. El Parlamento tendría dos cámaras, una cámara superior que abarca la aristocracia y a los nobles, incluyendo los terratenientes, los oficiales del gobierno y los candidatos hereditarios de clase superior de la corona. La segunda cámara incluía los representantes de pequeños terratenientes, de las ciudades y de los campesinos. Los derechos de los protestantes fueron salvaguardados en la constitución con los artículos que apoyaban la igualdad de todas las religiones, a pesar de la oposición por los partidarios de la Iglesia católica. La constitución inicial casi probó desastroso para la monarquía, con controversias tales como el ejército que tenía que jurar lealtad a la nueva constitución. La monarquía apeló al Reino de Prusia y el Imperio austriaco para el consejo, los dos rechazaron tomar medidas en favor de Baviera pero el desastre disminuyó y el estado estabilizado con el ascenso de Luis I de Baviera al trono que seguía a la muerte de Maximiliano I de Baviera en 1825.

### Reinado de Luis I

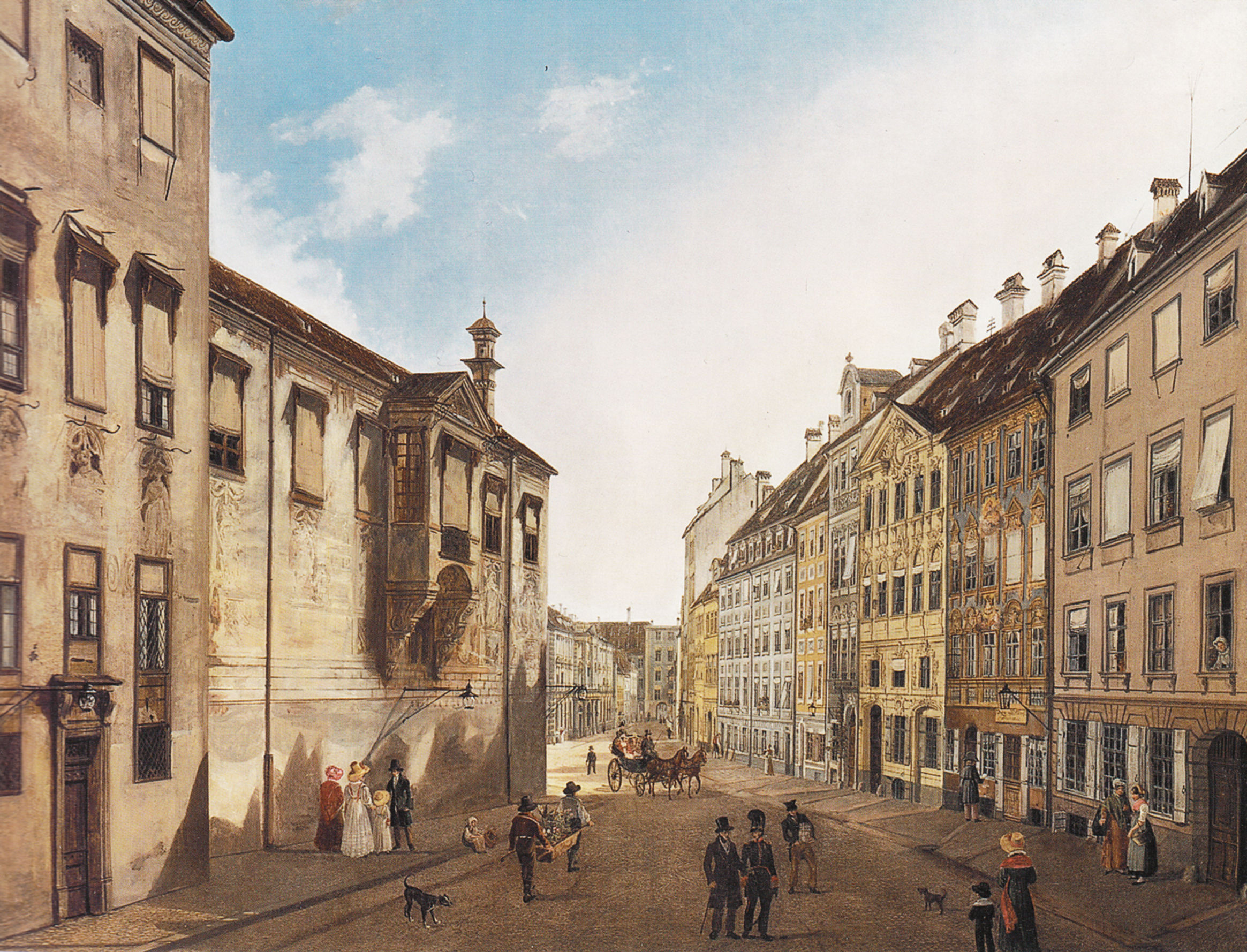
Múnich 1826.

Estados de la Confederación Germánica.

En 1825 Luis I de Baviera ascendió al trono. En su reinado, las artes prosperaron y el rey personalmente dispuso y financió muchos edificios neoclásicos. Luis fomentó en su reinado la industrialización de Baviera. En asuntos exteriores, apoyó a los griegos durante la Guerra de independencia griega, y su segundo hijo, Otón I de Grecia, fue elegido Rey de Grecia en 1832. En política interna, Luis fue un reformista liberal. Sin embargo, después de la Revolución de 1830, Luis dio un vuelco hacia la reacción conservadora. En 1837, los católicos apoyaron al movimiento clerical de los Ultramontanos, que controló el parlamento bávaro y reformó la constitución, quitando los derechos civiles que habían sido concedidos anteriormente a los protestantes. También se hizo cumplir la censura y se reprimió la libertad de expresión. Este régimen tuvo breve duración, debido a la exigencia de los Ultramontanos para que Luis expulsara a su amante irlandesa, a lo que este se opuso, y los Ultramontanos fueron expulsados del poder.

### Reinado de Maximiliano II

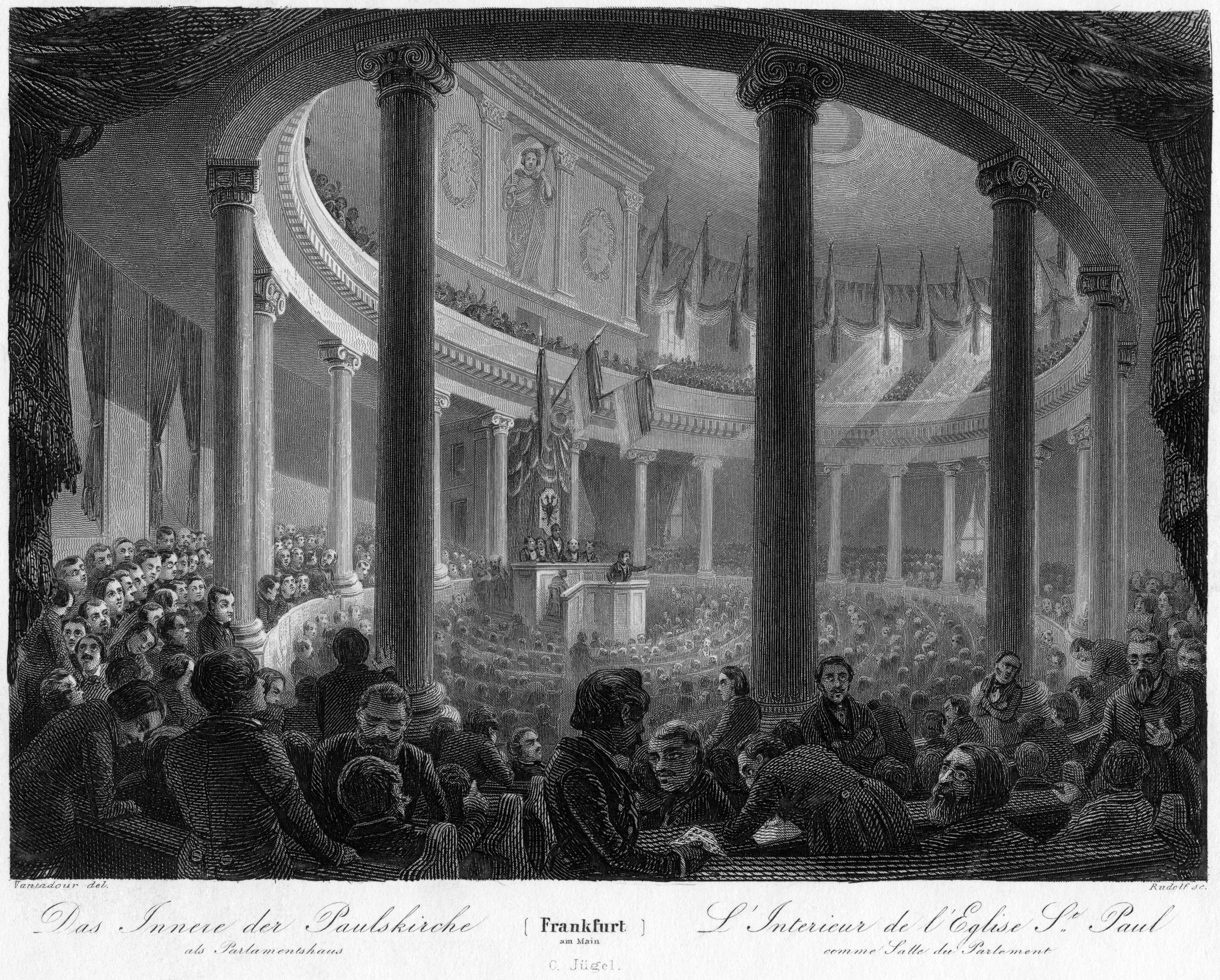
Parlamento de Fráncfort 1848.

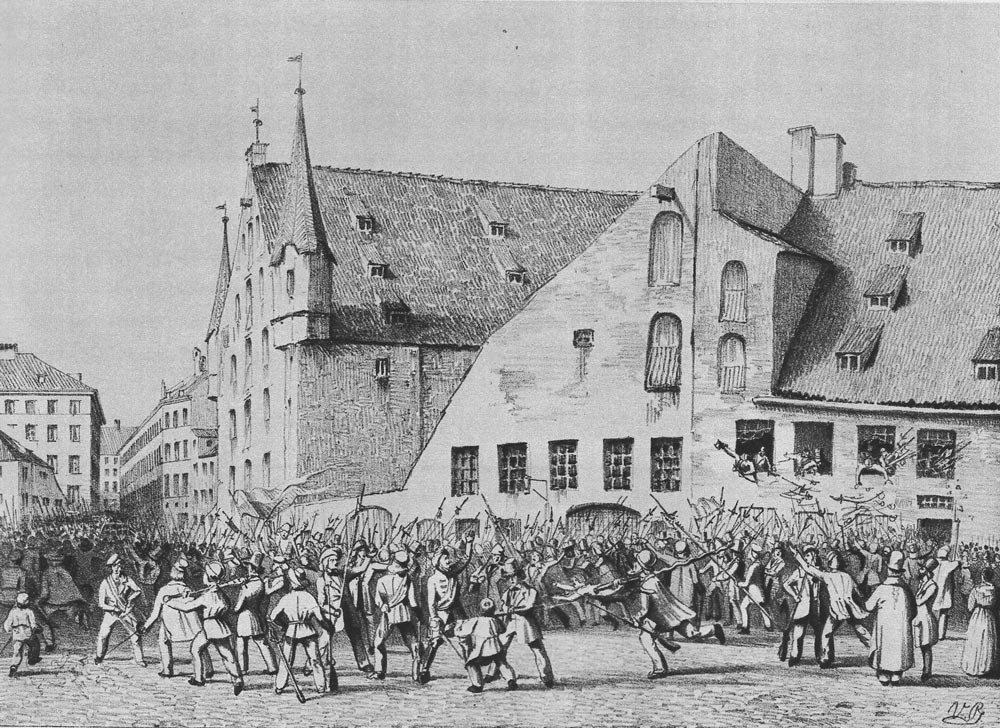
Revolución de 1848 en Múnich.

Después de la Revolución de 1848 y la caída de popularidad de Luis, este abdicó del trono para evitar un golpe potencial y permitió que su hijo, Maximiliano II de Baviera lo ocupara. Maximiliano II respondió a las demandas del pueblo para un Estado alemán unido atendiendo a la Asamblea de Fráncfort, que propuso crear tal Estado. Pero cuando Maximiliano II rechazó la Constitución de Fráncfort de 1849, una insurrección en el Palatinado Bávaro liderado por Joseph Martin Reichard fue reprimida con el apoyo de las fuerzas prusianas. Sin embargo, Maximiliano II se colocó junto al aliado de Baviera, el Imperio austriaco, en oposición al enemigo de Austria, el Reino de Prusia, Estado destinado a recibir la corona imperial de una Alemania unida. Esta oposición fue sentida por muchos ciudadanos bávaros, quienes querían una Alemania unida, pero al final Prusia declinó aceptar la corona y la constitución de un estado alemán, pues percibían que era muy liberal y no acorde a los intereses de Prusia.

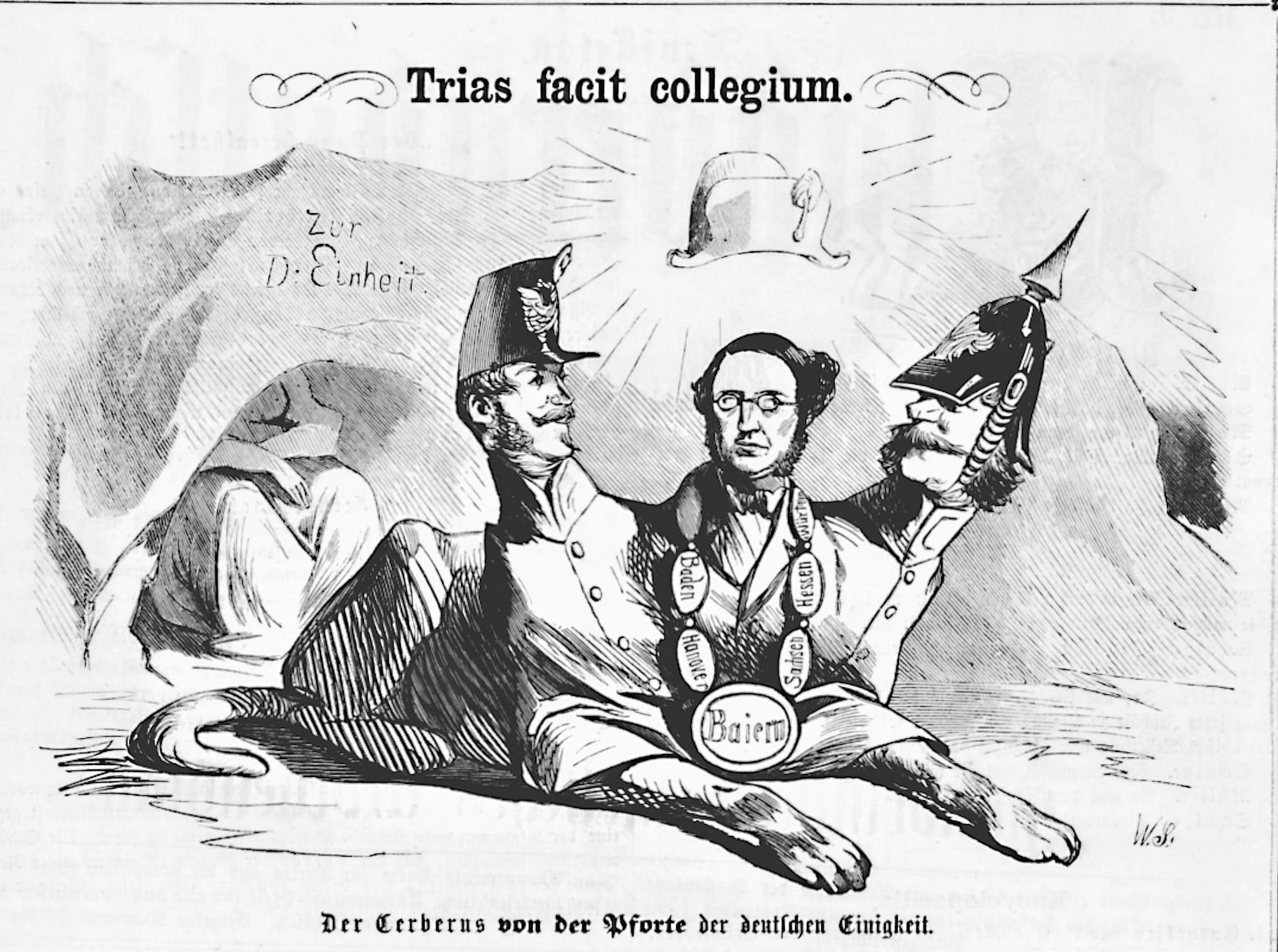
Caricatura satírica que muestra a una Baviera de influencia francesa en medio de Austria y Prusia 1865.

A raíz del fracaso de la Asamblea de Fráncfort, Prusia y Austria continuaron debatiendo acerca de cuál monarquía tendría el derecho inherente de gobernar Alemania. Una disputa entre Austria y el príncipe elector de Hesse-Cassel fue usada por Austria y sus aliados, entre ellos Baviera, para promover el aislamiento de Prusia en los asuntos políticos alemanes. Este insulto diplomático casi desemboca en una guerra cuando Austria, Baviera y sus aliados movieron sus tropas a través de Baviera en dirección a Hesse-Cassel en 1850. No obstante el ejército prusiano se volvió atrás y terminó por aceptar el liderazgo dual. Este evento fue conocido como el Tratado de Olmütz, pero también conocido como la "Humillación de Olmütz" por Prusia. Este suceso fortaleció la alianza del Reino de Baviera con Austria en contra de Prusia. Cuando el proyecto para unificar las potencias medianas alemanas bajo liderazgo bávaro en contra de Prusia y Austria (el llamado Trias) fracasó, el ministro-presidente Karl von der Pfordten renunció en 1859. Los intentos de Prusia de reorganizar la Confederación Germánica fueron resistidos por Austria y Baviera, con Baviera tomando parte en las discusiones con Austria y sus otros aliados en 1863, en Fráncfort, sin la asistencia de Prusia y sus aliados.

### Guerra austro-prusiana

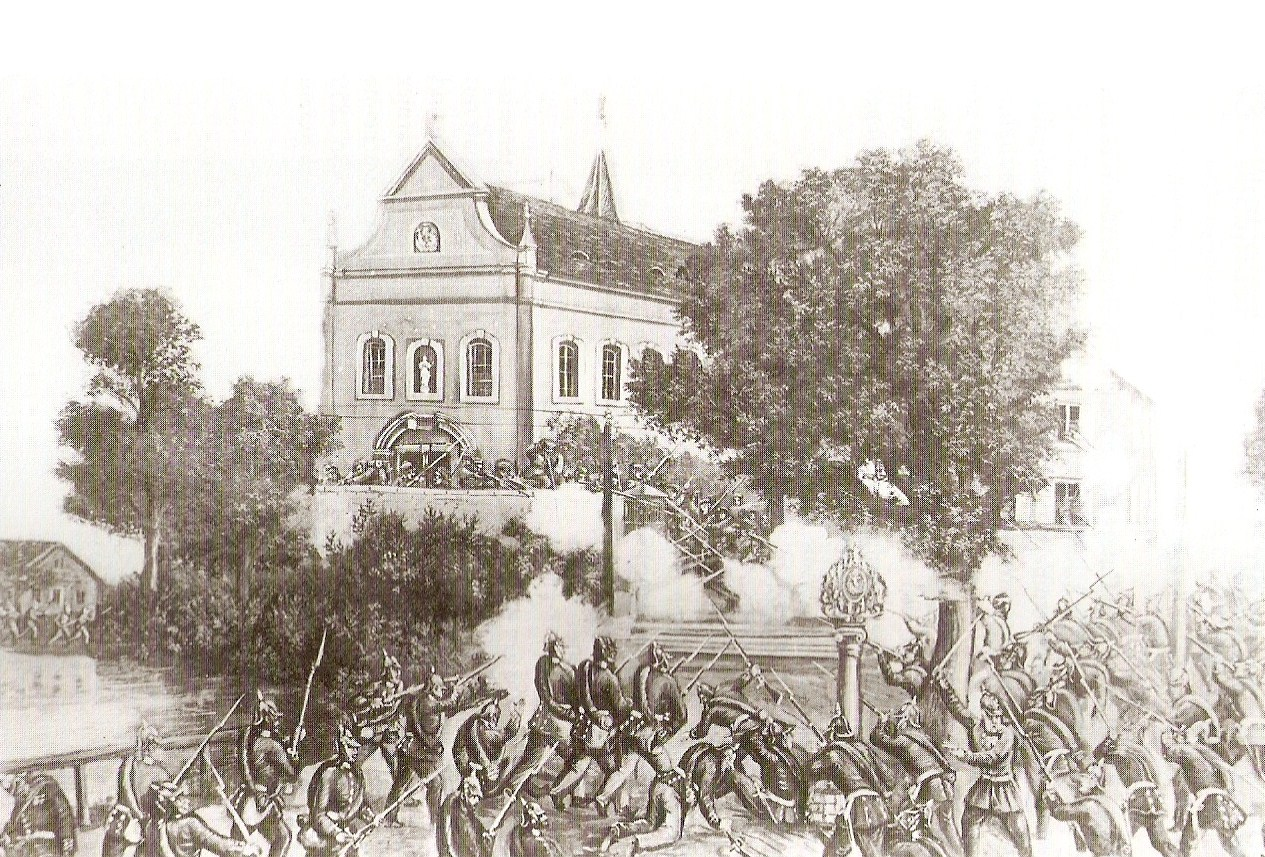
Batalla de Kissingen 1866.

En 1864, Maximiliano II murió prematuramente, y su hijo de dieciocho años, Luis II, se convirtió en rey de Baviera, mientras que la tensión entre Austria y Prusia crecía continuamente. El ministro-presidente de Prusia, Otto von Bismarck reconoció la inminente probabilidad de guerra, tratando de mantener a Baviera neutral en el conflicto. Luis II rechazó la oferta de Bismarck y continuó la alianza austro-bávara. En 1866, la violencia erupcionó y la guerra austro-prusiana empezó. Baviera y la mayoría de los Estados del sur de Alemania, con la excepción de Austria y Sajonia, contribuyeron mucho menos en la guerra contra Prusia.
La batalla de Langensalza se libró el 27 de junio de 1866 cerca de Bad Langensalza, entre el Reino de Hanóver y los prusianos. Los hanoverianos ganaron la batalla pero después fueron sitiados por un ejército prusiano más grande y reforzado, e, incapaces de comunicarse con sus aliados bávaros en el sur, se rindieron. Austria después claudicó tras su derrota en la Batalla de Sadowa (3 de julio de 1866) y fue aplastada por Prusia poco después. Los Estados de la Confederación Germánica no pudieron ponerse de acuerdo en una acción de guerra uniforme con un mismo plan de batalla durante toda la guerra. Sus ejércitos fueron por tanto derrotados sucesivamente por Prusia, y también los bávaros en Bad Kissingen, Baja Franconia (10 de julio de 1866). El ejército bávaro bajo el mando del Príncipe Carlos Teodoro de Baviera fue finalmente vencido poco después en Uettingen (26 de julio de 1866). Finalmente Baviera cedió Gersfeld y Bad Orb a Prusia. Estos formaron parte de la provincia de Hesse-Nassau, que fue creada después de la guerra.
Austria fue humillada por la derrota y obligada a ceder el control y su esfera de influencia sobre los estados alemanes del sur. Baviera se salvó de los duros términos del acuerdo de paz. Sin embargo, desde su punto y de otros estados alemanes del sur, formó parte progresivamente de la esfera de influencia prusiana.

### Luis II y el Imperio alemán

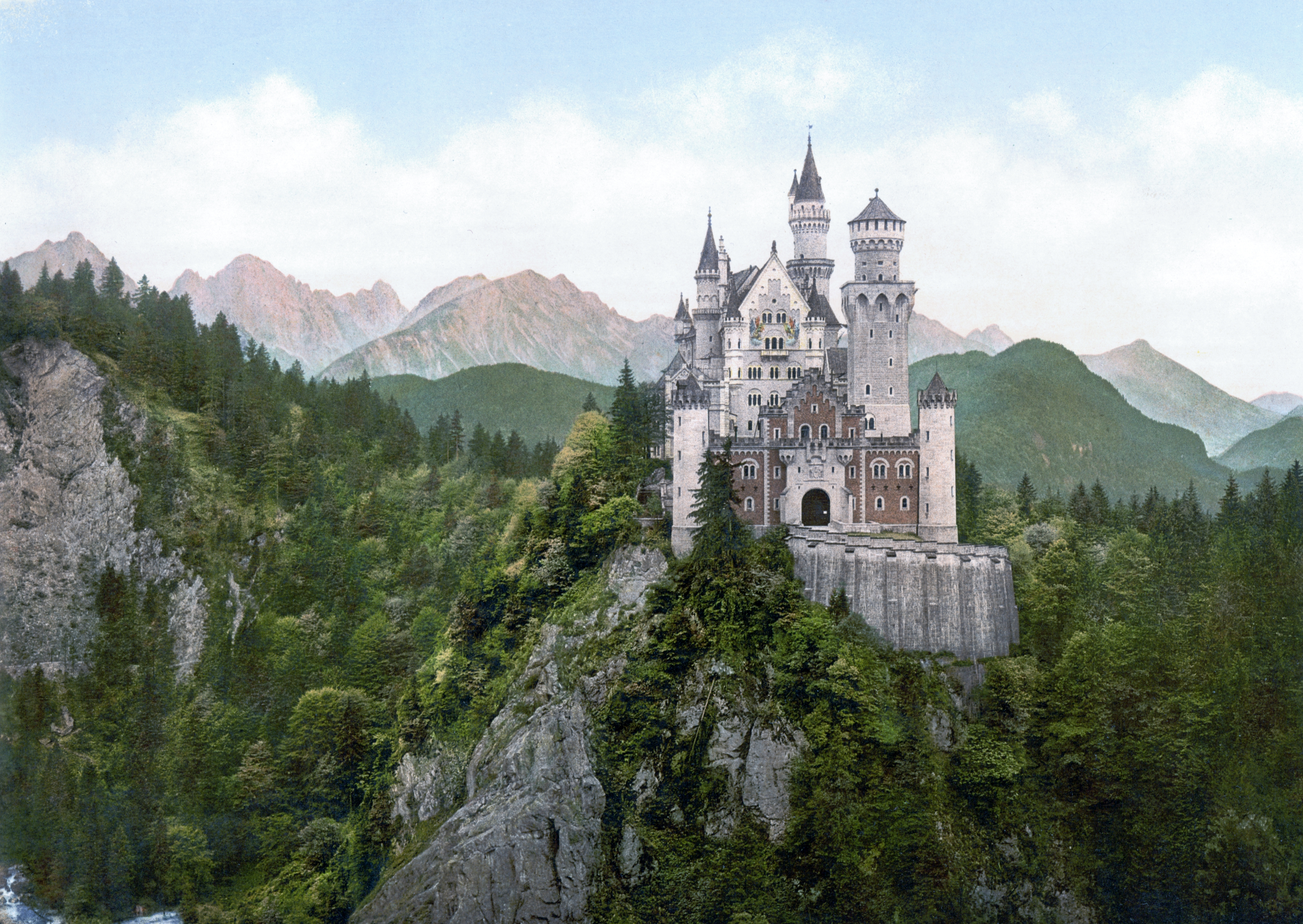
Una pintura de fotocromo de los años 1890 del Castillo de Neuschwanstein. Este castillo fue diseñado y construido durante el reinado de Luis II y es hoy la mayor atracción turística en Baviera.

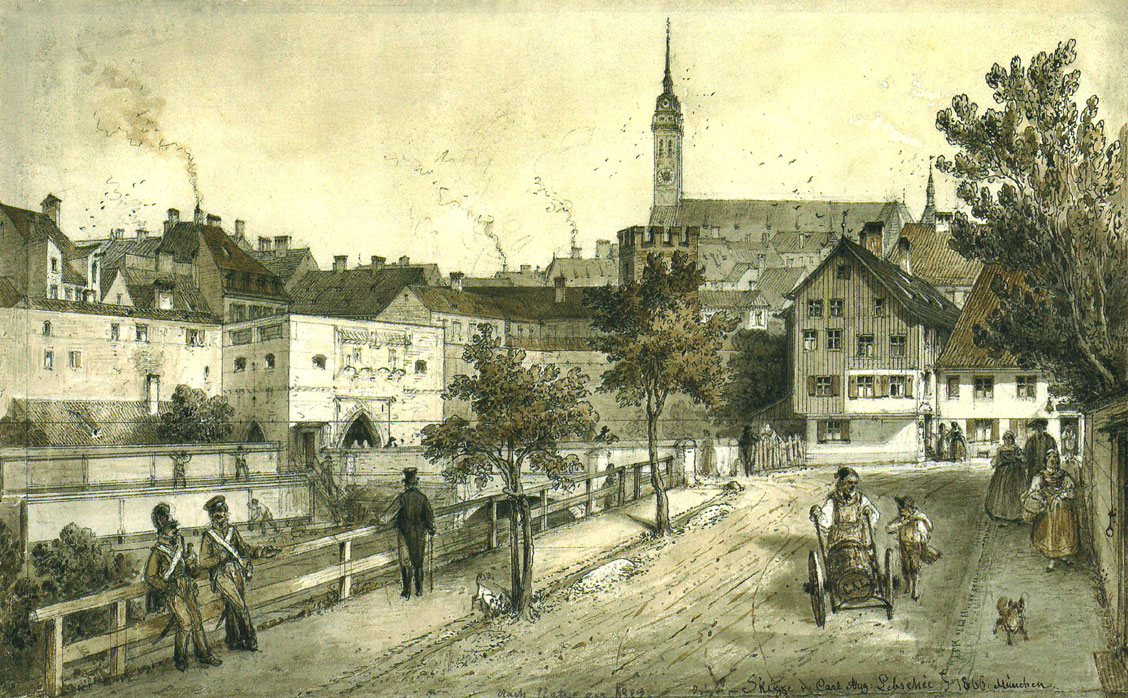
Múnich 1866.

Con la derrota de Austria en la guerra austro-prusiana, los Estados alemanes del Norte se unieron rápidamente en la Confederación Alemana del Norte, bajo el liderazgo del Rey de Prusia. Las inhibiciones en política internacional que anteriormente había tenido Baviera hacia Prusia cambiaron radicalmente, al igual que las de muchos de los Estados alemanes del sur, cuando el emperador francés Napoleón III comenzó a hablar de la necesidad de Francia de "compensación" de su pérdida en 1814, que incluía al Palatinado Bávaro como parte de sus demandas territoriales. Luis II de Baviera firmó en 1870 una alianza con Prusia, y en contra Francia, que era vista por los alemanes como enemiga de una Alemania unida; al tiempo que aumentaban sus lazos políticos, legales y comerciales con la Confederación Alemana del Norte. En 1870, estalló la guerra franco-prusiana. El ejército bávaro bajo el mando del Príncipe heredero prusiano, fue enviado a luchar contra el ejército francés.
Tras la derrota y humillación de Francia por las fuerzas alemanas combinadas, en 1871 Luis II de Baviera propuso que el rey Guillermo I de Prusia fuera proclamado emperador de toda Alemania, o “Káiser" del Imperio Alemán (Deutsches Reich), el cual fue conocido como Segundo Reich. Los territorios del Imperio alemán fueron unificados bajo el cetro del Rey de Prusia, incluyendo la Confederación Alemana del Norte y todos los Estados alemanes del sur, con excepción de Austria. El Imperio también incluyó el territorio antes francés de Alsacia-Lorena, anexado en parte debido al deseo de Luis II de mover la frontera francesa lejos del Palatinado.

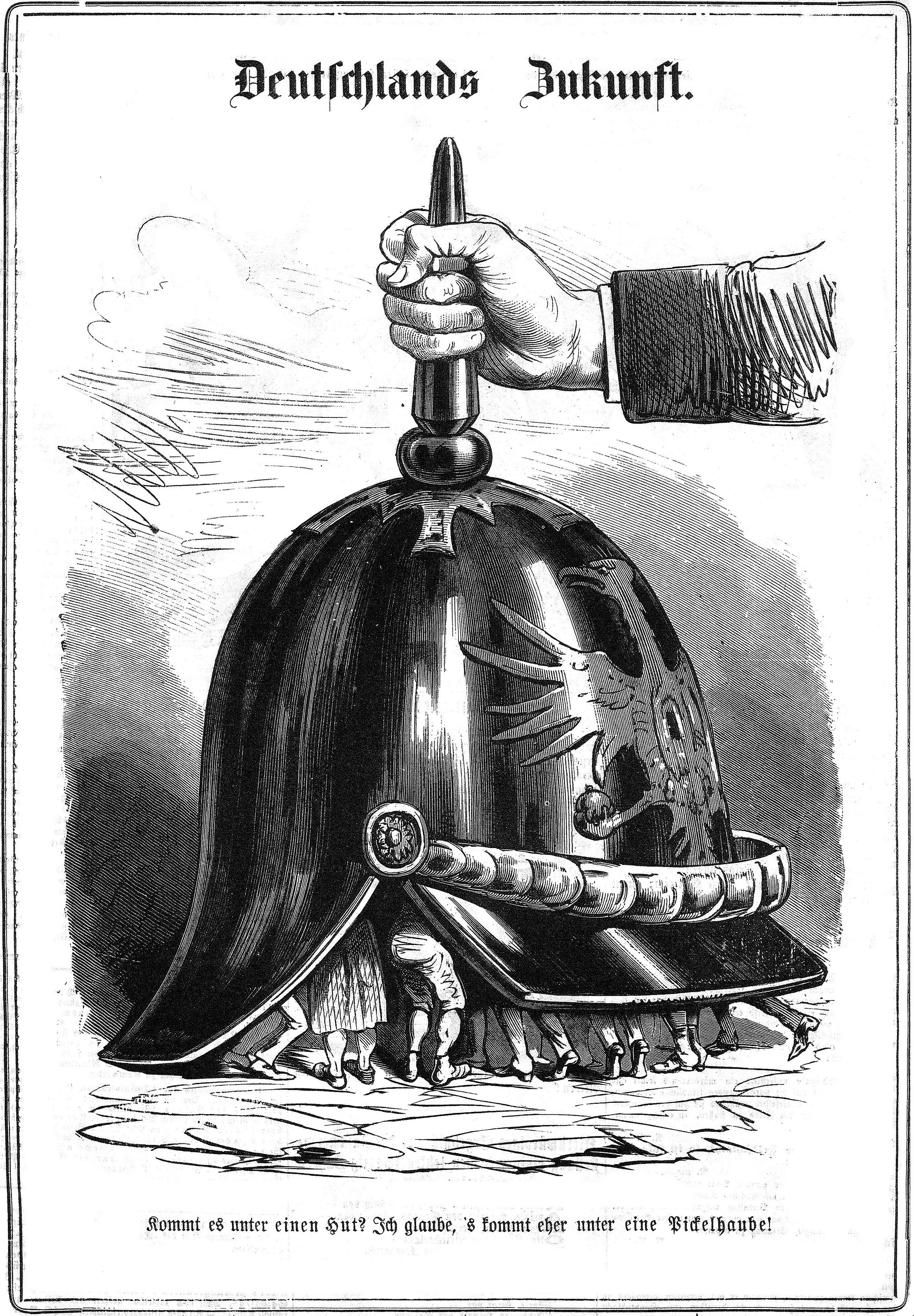
Caricatura satírica austriaca que dice "El futuro de Alemania está bajo este sombrero", respecto a la fundación del Imperio alemán bajo liderazgo prusiano.

La entrada de Baviera al Imperio alemán, pasó rápidamente del júbilo por la derrota de Francia, a consternación por la conducción de Alemania del nuevo Canciller alemán y ministro-presidente prusiano Otto von Bismarck. La delegación bávara, dirigida por el Conde Otto von Bray-Steinburg había asegurado un estatus privilegiado para el Reino de Baviera dentro del Imperio alemán (Reservatrechte), pudiendo conservar su propio cuerpo diplomático y su propio ejército, el cual podía quedar bajo el mando directo del Káiser solo en tiempos de guerra.
Después de la integración de Baviera dentro de Alemania, Luis II se fue distanciando de la dirección de los asuntos políticos del reino y gastó grandes cantidades de dinero en proyectos personales, como la construcción de castillos y palacios, el más famoso de los cuales es el wagneriano Castillo de Neuschwanstein. Aunque Luis usó su propia riqueza personal para financiar aquellos proyectos, y no fondos estatales, esto lo sumió en un grave endeudamiento. Esas deudas causaron preocupación al gobierno bávaro, que buscó persuadir a Luis de terminar sus construcciones. El rey rechazó este pedido, y las relaciones entre los ministros del gobierno y la corona se deterioraron.
Hacia 1886 la crisis llegó a un punto límite: los ministros de Baviera destituyeron al rey, y organizaron una comisión médica para declararlo demente e incapaz de ejercer sus facultades constitucionales. Al día siguiente de su destitución, el rey murió misteriosamente, después de pedir al médico siquiatra jefe de la comisión, una caminata con él a lo largo del lago de Starnberg (luego llamado lago Würm). Luis y su siquiatra fueron hallados muertos flotando en el lago. La autopsia señaló como causa de muerte el suicidio por ahogamiento, pero algunas fuentes declararon que no se había encontrado agua en los pulmones de Luis. Si bien esto podría ser explicado por ahogamiento seco, circularon rumores de un regicidio.

### Regencia y reforma institucional

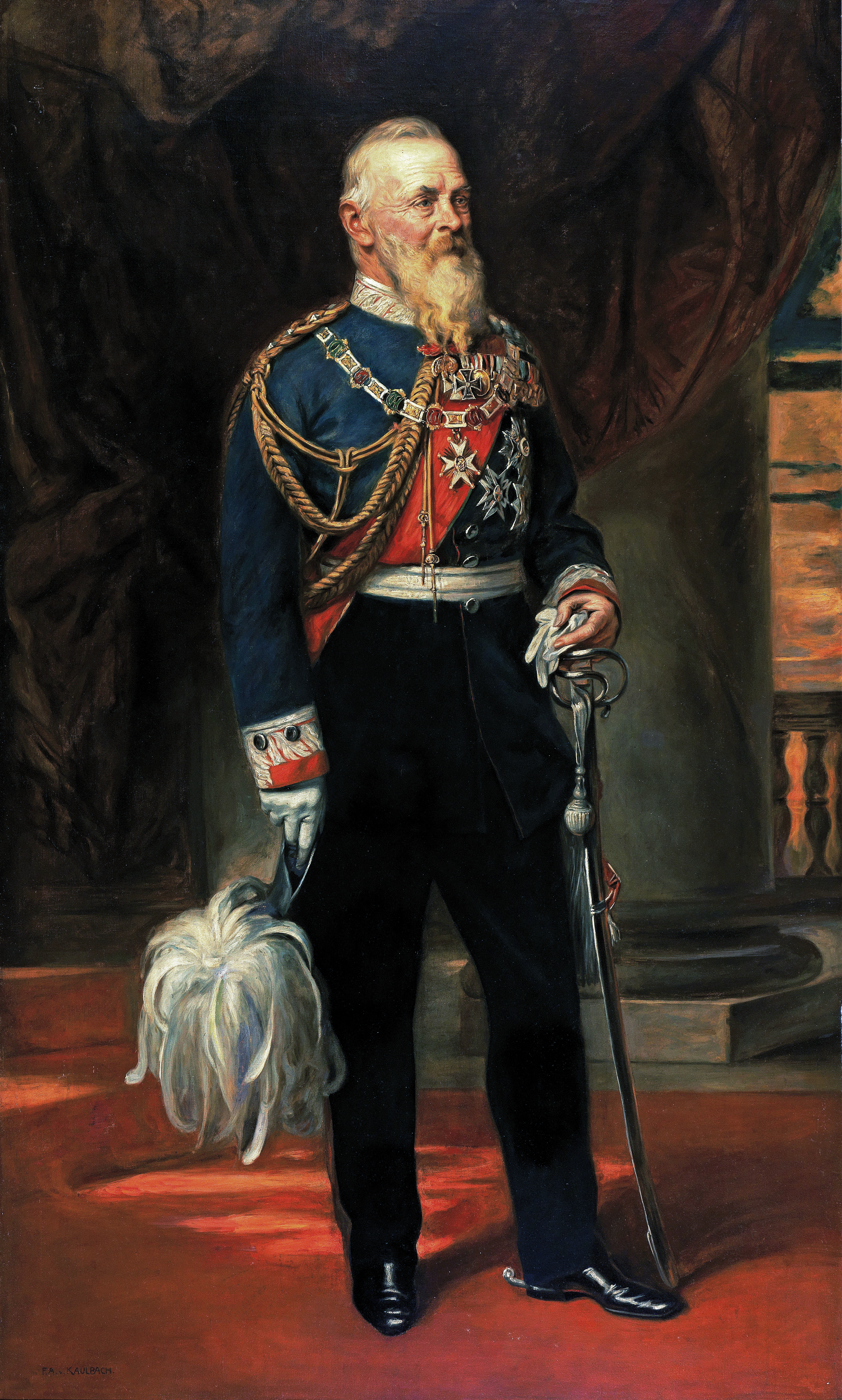
Príncipe Regente Leopoldo.

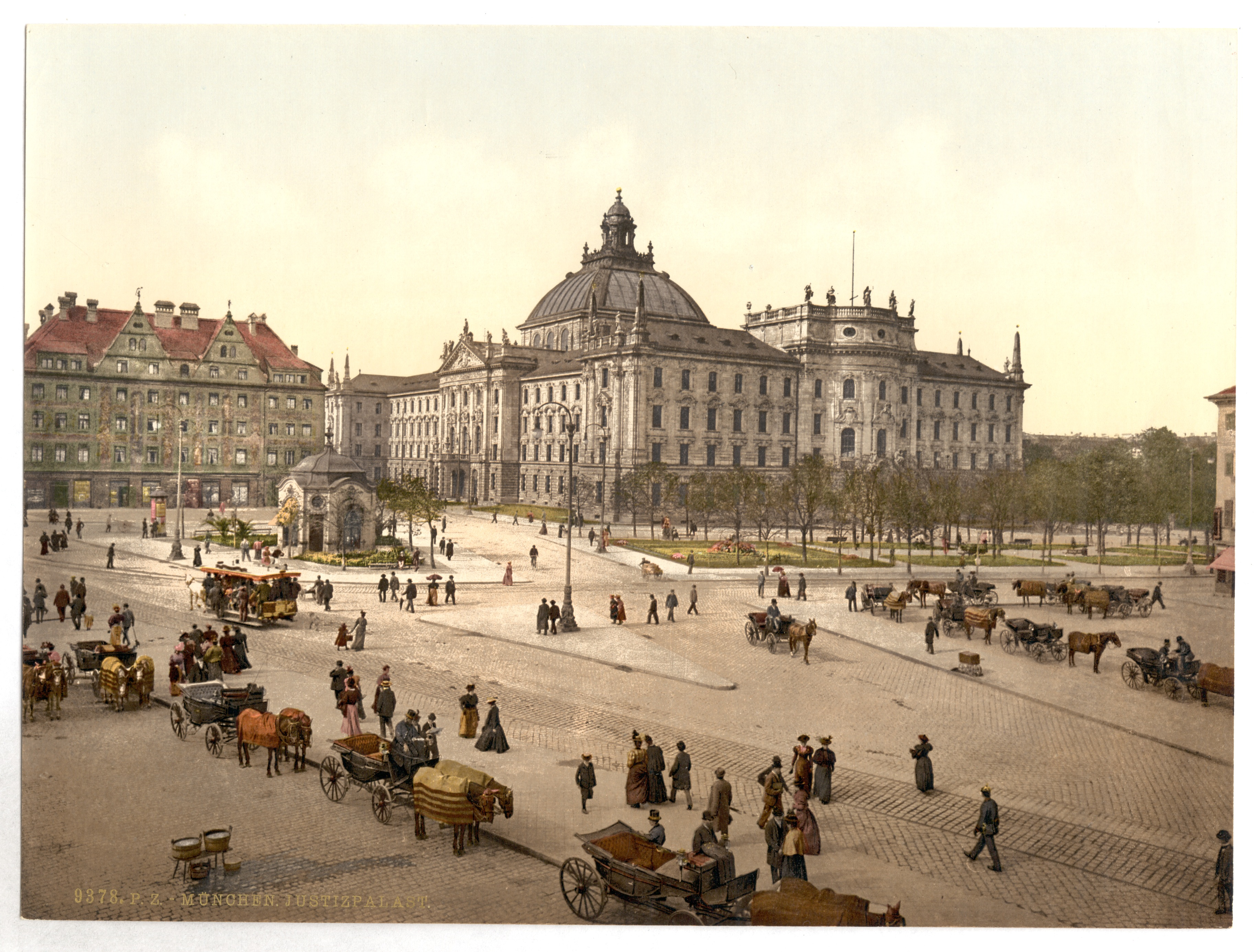
Justisplatz, Múnich, entre 1890 y 1900.

La corona pasó al hermano de Luis, Otón I. Sin embargo, Otón tenía un largo historial de enfermedades mentales, y había sido puesto bajo supervisión médica pocos meses antes. Los deberes del trono quedaron en manos de su tío, el Príncipe Leopoldo, quien empezó a servir como regente de Luis II unos días antes.
Durante la regencia del Príncipe-Regente Leopoldo, desde 1886 a 1912, las relaciones entre bávaros y prusianos permanecieron frías, con los bávaros recordando la agenda anticatólica de Bismarck, el Kulturkampf, así como también el dominio estratégico de Prusia sobre el Imperio. Baviera protestaba por el dominio prusiano sobre Alemania y desairó al emperador alemán Guillermo II, prusiano de nacimiento, en su aniversario en 1900 al prohibir ondear ninguna bandera que no fuera la bávara en público, aunque esto fue modificado rápidamente después, permitiendo que la bandera imperial ondease al lado de la bandera bávara.
El Partido Patriótico Católico-Conservador fundado en 1868 se convirtió en el principal partido del Parlamento Regional Bávaro. En 1887 cambió su nombre a Centro Bávaro. En 1893 los socialdemócratas fueron elegidos al parlamento. Desde 1903 la educación universal fue también posible para las mujeres. En 1906 se llevó a cabo la liberalización del sufragio. Con Georg von Hertling, del Centro Bávaro, el Príncipe-Regente nombró por primera vez a una cabeza de gobierno con mayoría en el parlamento.
Los años de Leopoldo como regente fueron marcados por una tremenda actividad cultural y artística en Baviera y son conocidos como la Prinzregentenjahre ("Los Años del Príncipe-Regente"). En 1912 Leopoldo murió y su hijo, el Príncipe-Regente Luis, asumió la regencia. Para entonces se había hecho evidente durante mucho tiempo que Otón nunca sería apto para reinar, y creció el sentimiento para que Luis se convirtiera en rey en vez de Otón. El 6 de noviembre, un año después de que el Landtag (Parlamento) aprobase una ley que le permitiera hacer esto, Luis culminó la regencia, depuso a Otón y se declaró Rey de Baviera como Luis III de Baviera.

### Reinado de Luis III, Primera Guerra Mundial y caída del reino

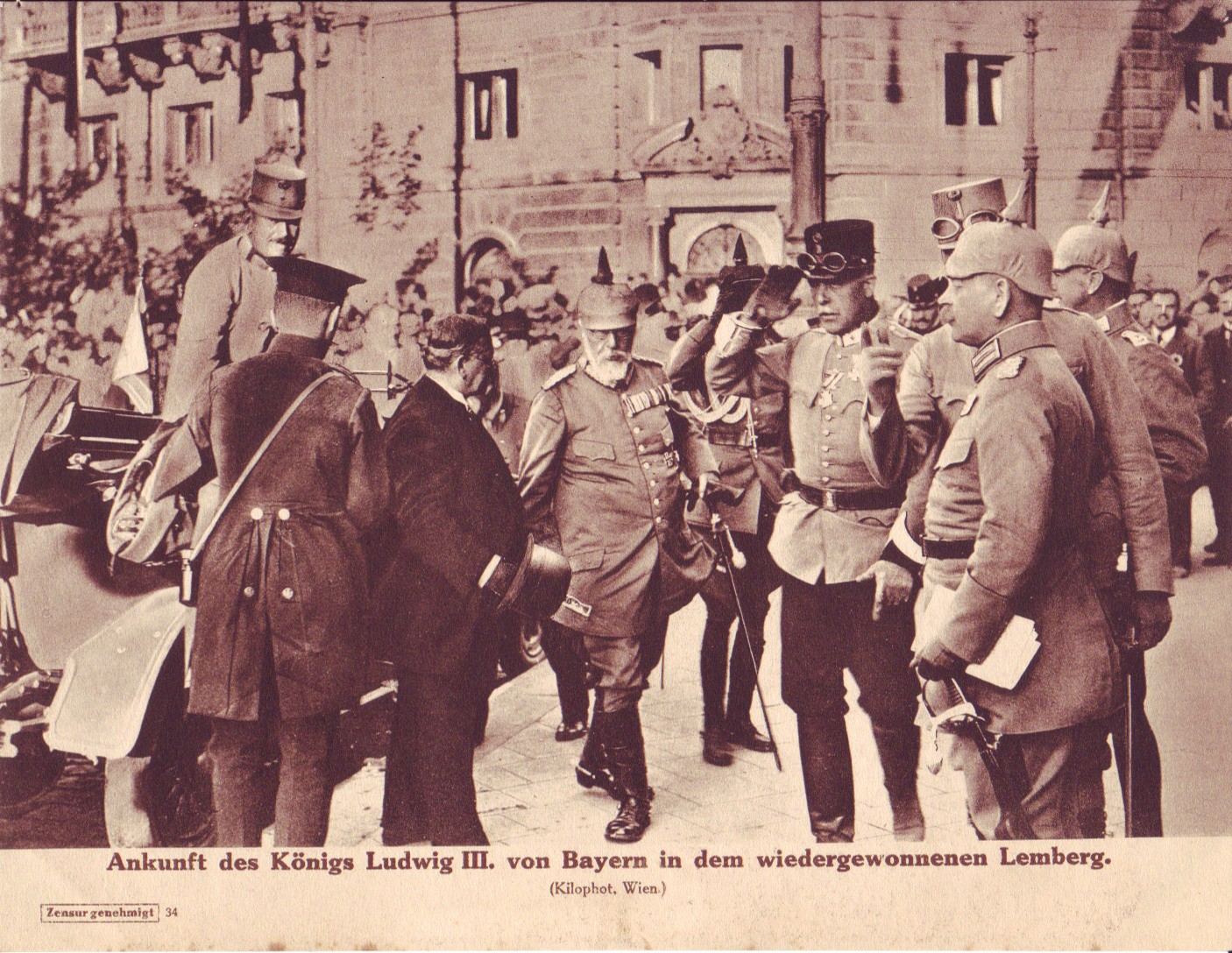
El rey Luis III en Lwów (Lemberg) 1915, durante la Primera Guerra Mundial.

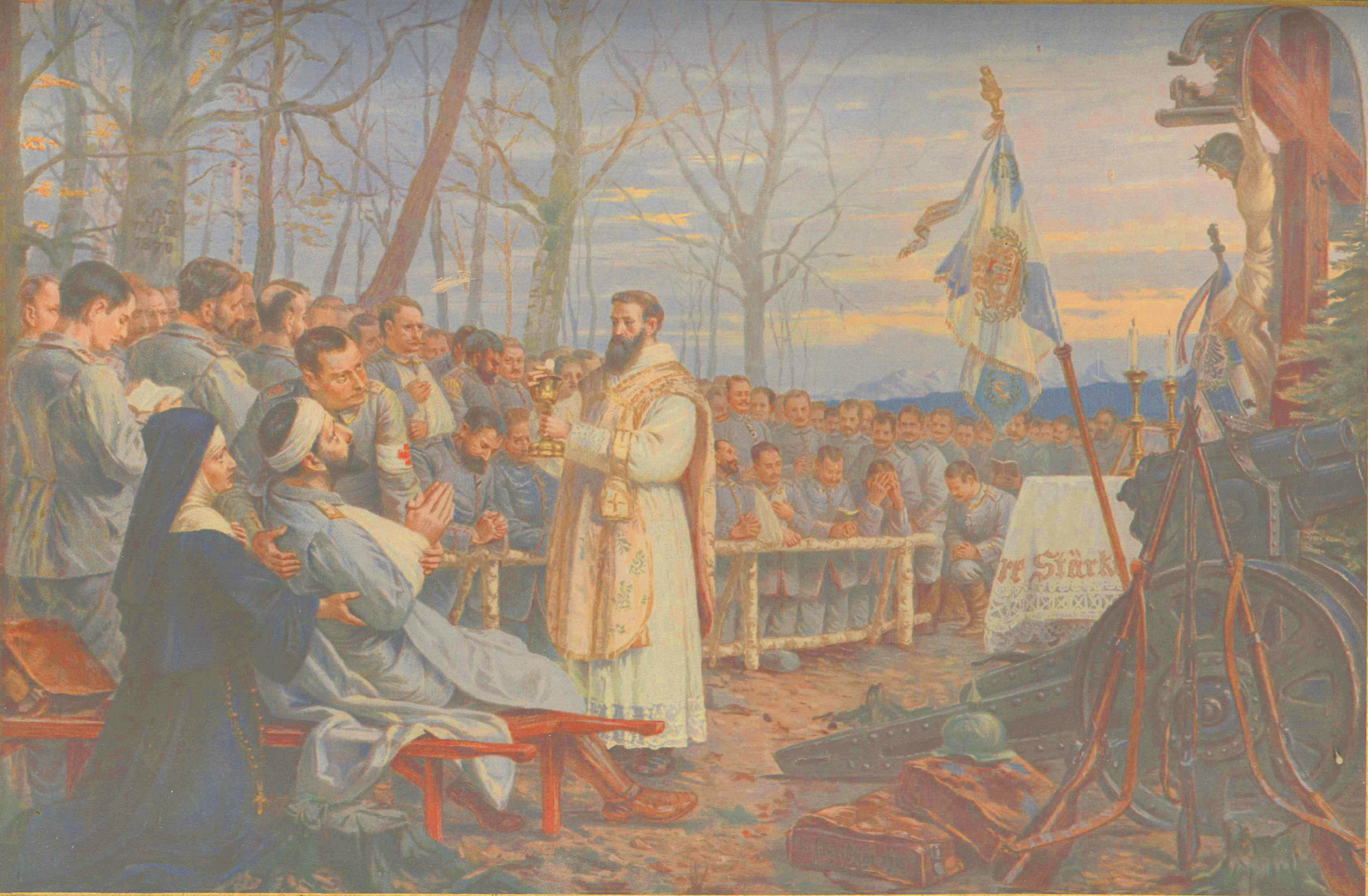
Bávaros en una misa de campaña, 1915.

El breve reinado de Luis fue conservador e influenciado por la encíclica católica Rerum novarum. El primer ministro Georg von Hertling, nombrado por Leopoldo en 1912, permaneció en el cargo.
Al estallar la Primera Guerra Mundial en 1914, Luis envió un despacho oficial a Berlín para expresar la solidaridad de Baviera. Más tarde, Luis incluso reclamó anexiones para Baviera (Alsacia y la ciudad de Amberes en Bélgica, para recibir un acceso al mar). Su agenda oculta era mantener el equilibrio de poder entre Prusia y Baviera dentro del Imperio alemán después de una victoria.
En 1917, cuando la situación de Alemania empeoró gradualmente debido a la Guerra Mundial, Hertling se convirtió en Canciller alemán y primer ministro de Prusia y Otto Ritter von Dandl fue nombrado Ministro de Estado de la Casa Real y del Exterior y Presidente del Consejo de Ministros el 11 de noviembre de 1917, título equivalente al de primer ministro de Baviera. Acusado de mostrar lealtad ciega a Prusia, Luis se hizo cada vez más impopular durante la guerra. Cuando la guerra tocaba a su fin, la Revolución Alemana de 1918 estalló en Baviera.
Ya discutido desde septiembre de 1917, el 2 de noviembre de 1918, se estableció una amplia reforma constitucional mediante un acuerdo entre el gobierno real y todos los grupos parlamentarios, que, entre otras cosas, previó la introducción de la representación proporcional. Luis III, aprobó el mismo día la transformación de una monarquía constitucional en una monarquía parlamentaria.
El 7 de noviembre de 1918, Luis huyó del Palacio de Residenz en Múnich con su familia y se instaló en Schloss Anif, cerca de Salzburgo, en lo que esperaba sería una estancia temporal. Fue el primero de los monarcas en el Imperio Alemán en ser depuesto. Al día siguiente, se proclamó la República Soviética de Baviera.
El 12 de noviembre de 1918, un día después del Armisticio, el primer ministro Dandl fue a Schloss Anif para ver al Rey. Ludwig le dio a Dandl la declaración Anif (Anifer Erklärung) en la que liberó a todos los funcionarios del gobierno, soldados y oficiales civiles de su juramento de lealtad hacia él. También afirmó que la situación hacía "imposible continuar con mi gobierno", aunque no abdicó formalmente como lo exigió Dandl. La declaración fue publicada por el recién formado gobierno republicano de Kurt Eisner cuando Dandl regresó a Múnich al día siguiente. Eisner lo interpretó como una declaración de abdicación y declaró a los Wittelsbach depuestos, poniendo fin a 700 años de gobierno Wittelsbacher sobre Baviera.

## Gobierno

### Constitución
En 1818, Maximiliano I emitió la constitución de 1818, que, en contraste con la constitución de 1808, también regulaba la cuestión de un cuerpo representativo. En la primera cámara se encontraban representantes del clero y la nobleza, así como otras personas nombradas por el rey. La segunda cámara se llenó según un sufragio censitario indirecto. Con ella, Baviera se convirtió en una monarquía constitucional. La constitución del Reino de Baviera concedida en 1808, que fue revisada en gran medida en 1818, permaneció en vigor (con ciertas adiciones y mejoras) hasta el final de la monarquía en 1918, es decir, durante exactamente 100 años.

### Reyes
La dinastía reinante en Baviera era la Casa de Wittelsbach, hasta su caída en 1918.

Estandarte real 1835-1914.

| Imagen | Nombre         | Reinado   | Notas |
| ------ | -------------- | --------- | --- |
|        | Maximiliano I  | 1806-1825 | Con la abolición del sacro imperio romano germánico, elevó el electorado de Baviera a la categoría de reino. |
|        | Luis I         | 1825-1848 | Hijo del anterior, en 1833 favoreció la formación de la Unión Aduanera de Alemania. Abdicó durante la revolución de 1848 en favor de su hijo. |
|        | Maximiliano II | 1848-1864 | Hijo del anterior. Se opuso terminantemente a los planes unionistas del Parlamento de Fráncfort, y apoyó a Austria a restablecer el gobierno federal. |
|        | Luis II        | 1864-1886 | Hijo del anterior. Su reinado destaca por su lucha y luego acercamiento con Prusia, junto a la que se uniría dentro del Imperio Alemán. Su legado en Baviera fue su promoción por las artes y los variados castillos que mando a construir. Murió ahogado misteriosamente en 1886. |
|        | Otón I         | 1886-1913 | Hermano del anterior. Proclamado Rey de Baviera en 1886, poco después del entierro de su hermano. Otón sufría una grave enfermedad mental desde el año 1875. Incapacitado para gobernar, asumió su tío, el príncipe Leopoldo, quien sirvió como Príncipe regente.                  |
|        | Luis III       | 1913-1918 | Primo del anterior. Depuesto Otón en 1913, Luis III asumió el trono. Durante su reinado estalló la Primera Guerra Mundial y con la consecuente derrota de Alemania y la revolución de 1918, se puso fin a la monarquía.                                                            |

## Geografía, regiones administrativas y población
- Geografía:

El reino de Baviera se encontraba en el sur de Alemania, siendo este un estado mediterráneo. En el sur del reino se encuentran los alpes en la frontera con Austria. Grandes ríos atraviesan el reino como el Danubio, el Meno y el Isar. Baviera consta también con una amplia superficie de bosques.
- Divisiones Administrativas:

Cuando por culpa de Napoleón se abolió el Sacro Imperio Romano, y Baviera se convirtió en un reino en 1806, su área se reduplicó. Tirol (1805-1814) y Salzburgo (1810-1816) se anexaron temporalmente con Baviera, pero finalmente se cedieron a Austria. A cambio, Renania, Palatinado y Franconia fueron anexionados a Baviera en 1815.
Después de la fundación del reino, el estado se reorganizó por completo y, en 1808, se dividió en 15 distritos del gobierno administrativo (Regierungsbezirke (Regierungsbezirk singular)) en Baviera llamado Kreise (Kreis singular). Fueron creados a la manera de los departamentos franceses, incluso en tamaño y población, y nombrados según sus ríos principales: Altmühl, Eisack, Etsch, Iller, Inn, Isar, Lech, Main, Naab. -, Oberdonau-, Pegnitz-, Regen-, Rezat-, Salzach- y Unterdonaukreis Debido a los numerosos cambios territoriales en 1810 y 1815, las divisiones tuvieron que ajustarse y el número de Kreise se redujo a 8: Isar-, Unterdonau-, Oberdonau-, Regen-, Rezat-, Untermain-, Obermain- y Rheinkreis.
A partir de 1838, a instigación del Rey Luis I, los Kreise fueron renombrados por las antiguas tribus y territorios históricos de la zona respectiva en: Alta Baviera, Baja Baviera, Suabia y Neuburg, Alto Palatinado y Regensburg, Franconia Media, Baja Franconia y Aschaffenburg, Alta Franconia y Palatinado. Los nombres de las ciudades de Neuburg, Regensburg y Aschaffenburg se eliminaron más tarde. En consecuencia, el rey cambió sus títulos reales a Luis, rey de Baviera, duque de Franconia, duque en Suabia y conde palatino del Rin. y estos fueron retenidos por sus sucesores. El Palatinado (antes Rheinkreis) que Baviera había adquirido era principalmente la parte occidental del antiguo Electorado del Palatinado. El plan de Luis para adquirir también la antigua parte oriental no se pudo realizar. El Electorado, un antiguo dominio de la dinastía bávara Wittelsbach, se había dividido en 1815, la orilla oriental del Rin con Mannheim y Heidelberg se le dio a Baden. El lado occidental se le otorgó a Baviera como compensación por la pérdida de Tirol y Salzburgo.
Después de la guerra Austro-Prusiana (1866) en la que Baviera se había aliado con la derrotada Austria, tuvo que ceder varios distritos de la Baja Franconia a Prusia. El ducado de Coburgo nunca formó parte del Reino de Baviera ya que se anexó a Baviera solo en 1920. Ostheim se agregó a Baviera en 1945. En la primera mitad del siglo XX, la terminología inicial de Kreis y Bezirk dio paso a Regierungsbezirk y Landkreis.

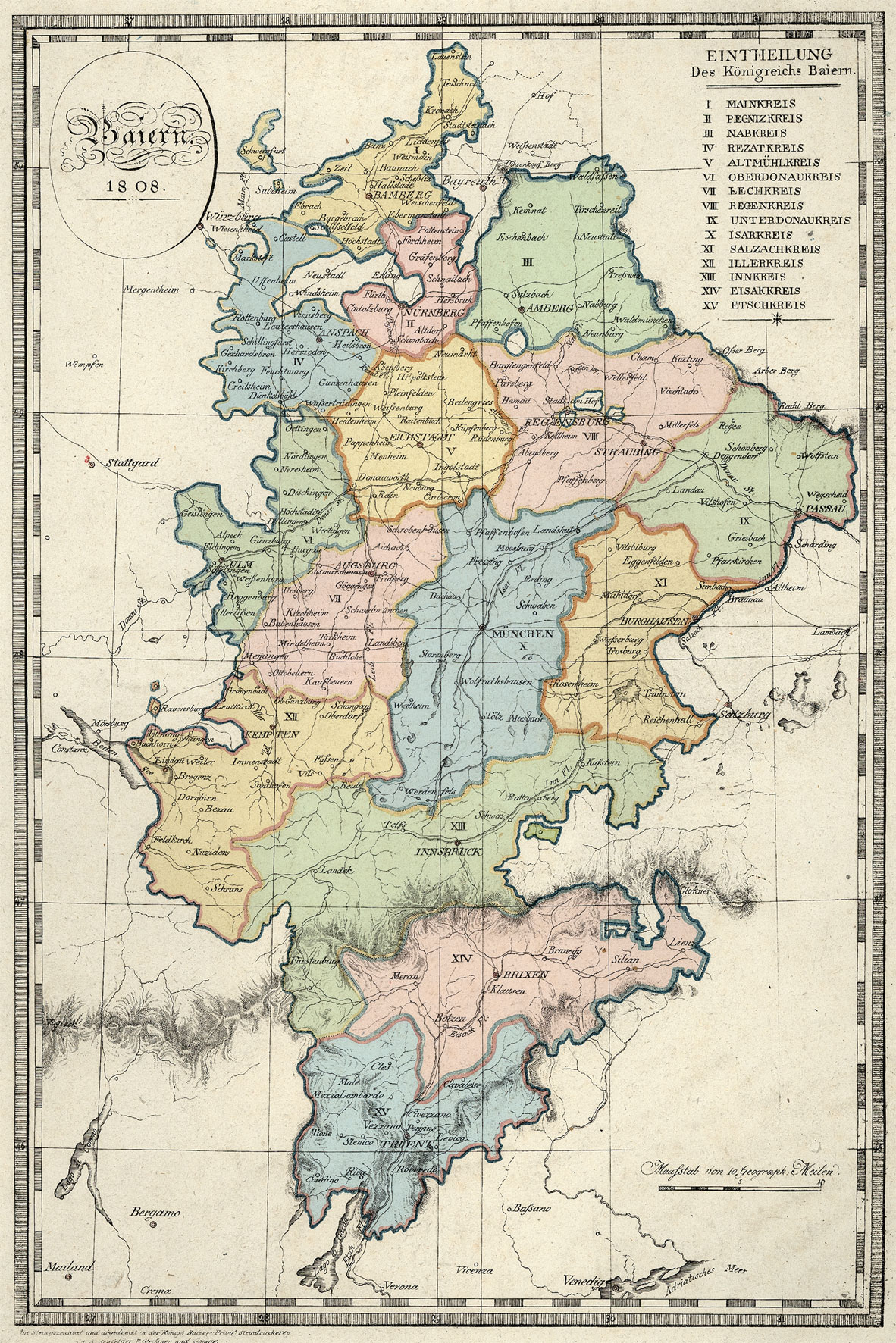
Mapa de Baviera 1808.
Mapa de Baviera 1848.
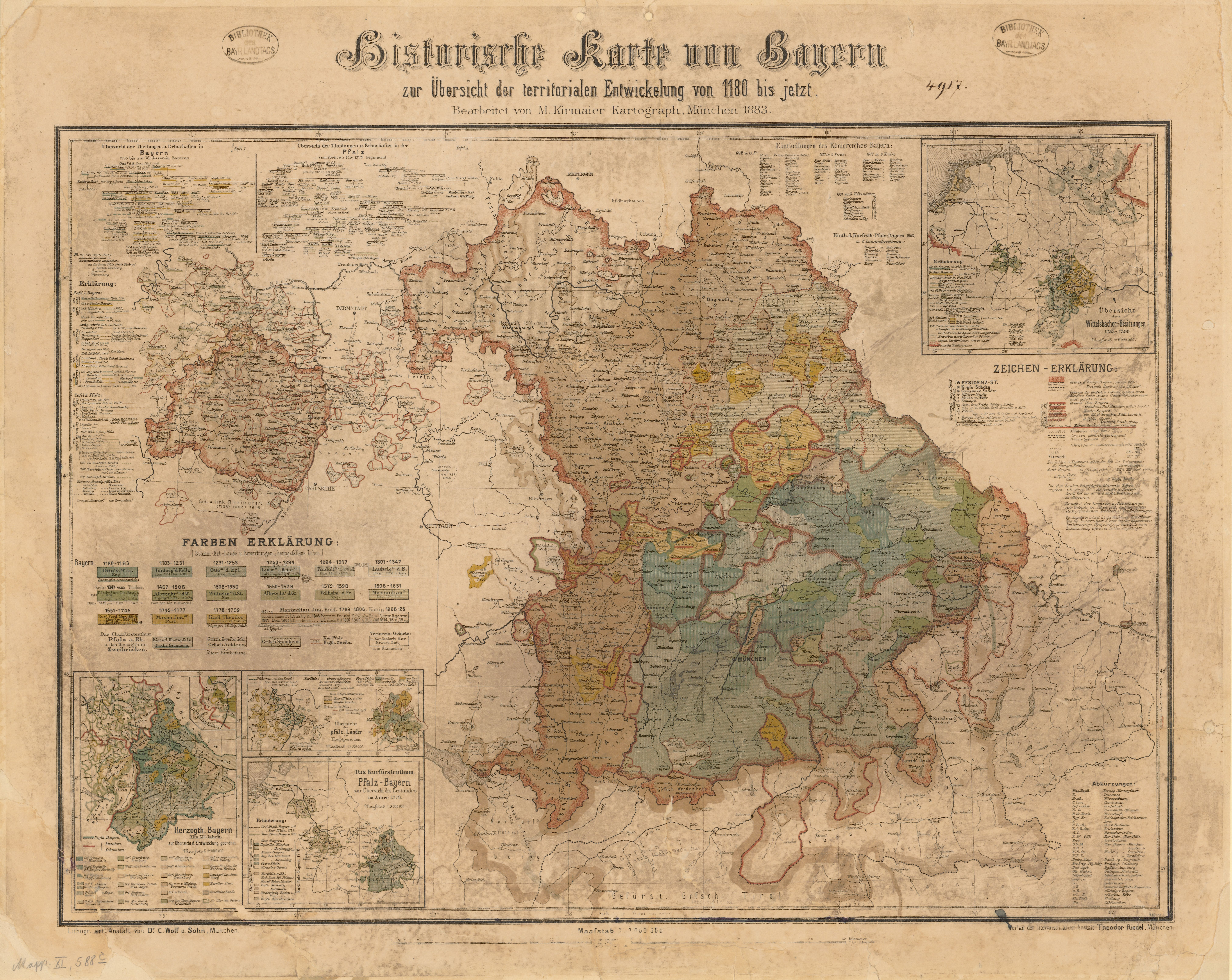
Mapa de Baviera 1858.
- Mapa de Baviera 1883.

- Población:

1818: 3.707.966 / 1840: 4.370.977 / 1900: 6.176.057 / 1910: 6.524.372

## Economía

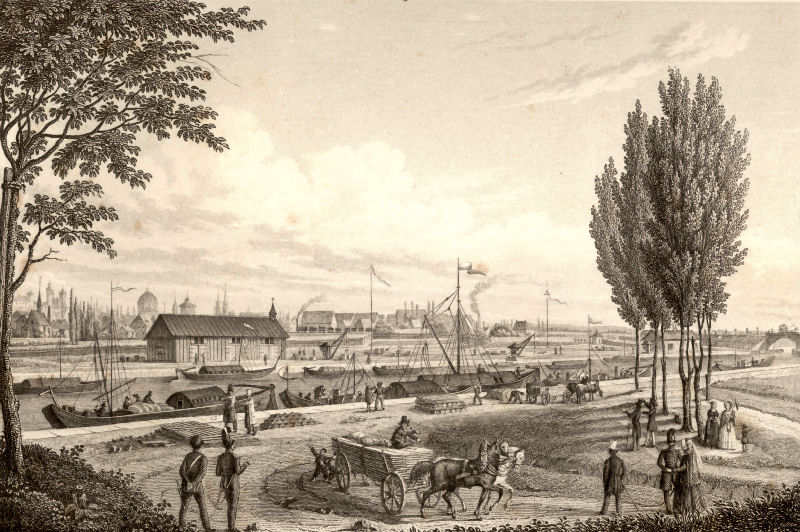
Canal Ludwig, grabado de 1845.

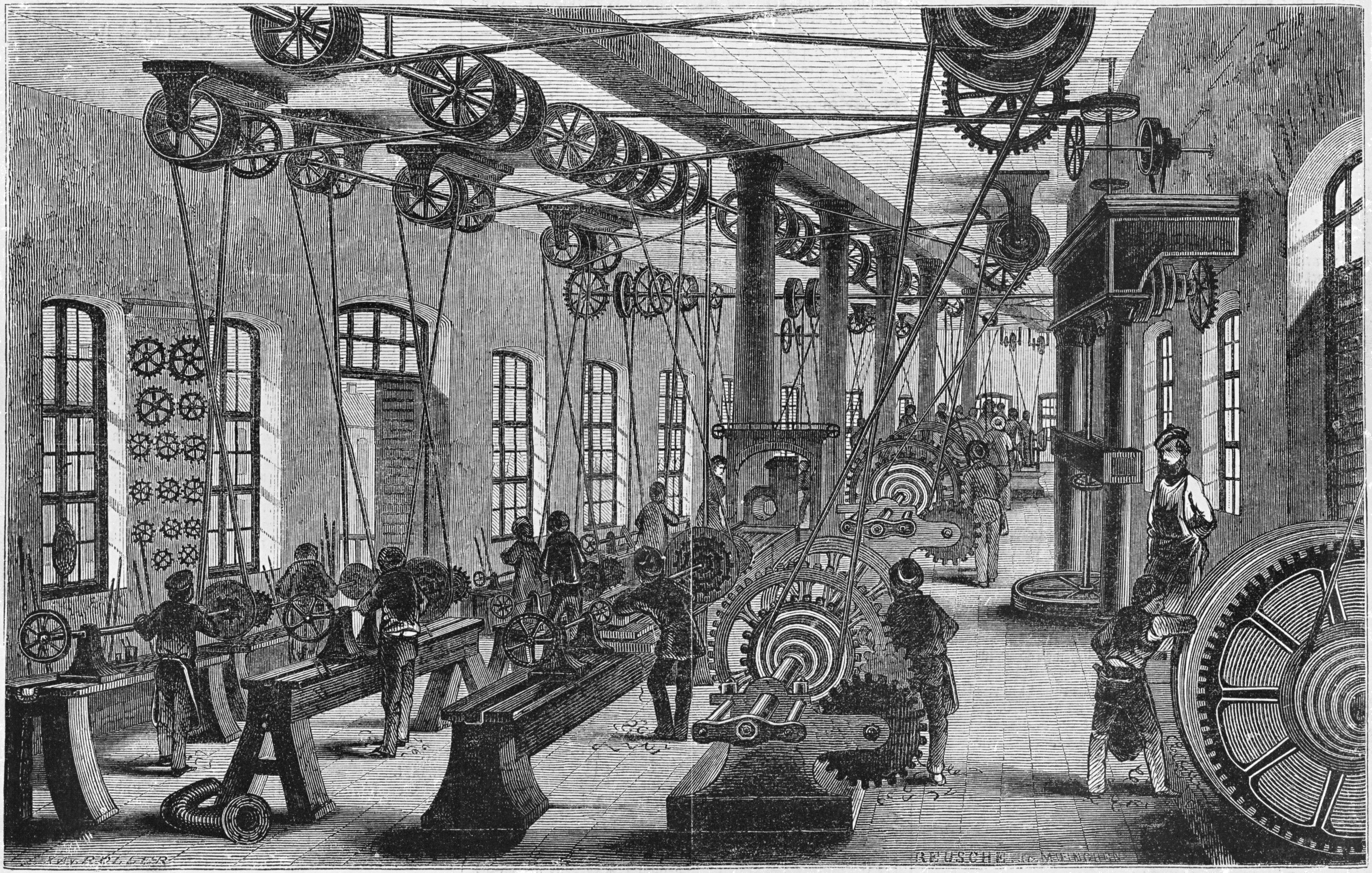
Fábrica Maffei en Hirschau, 1849.

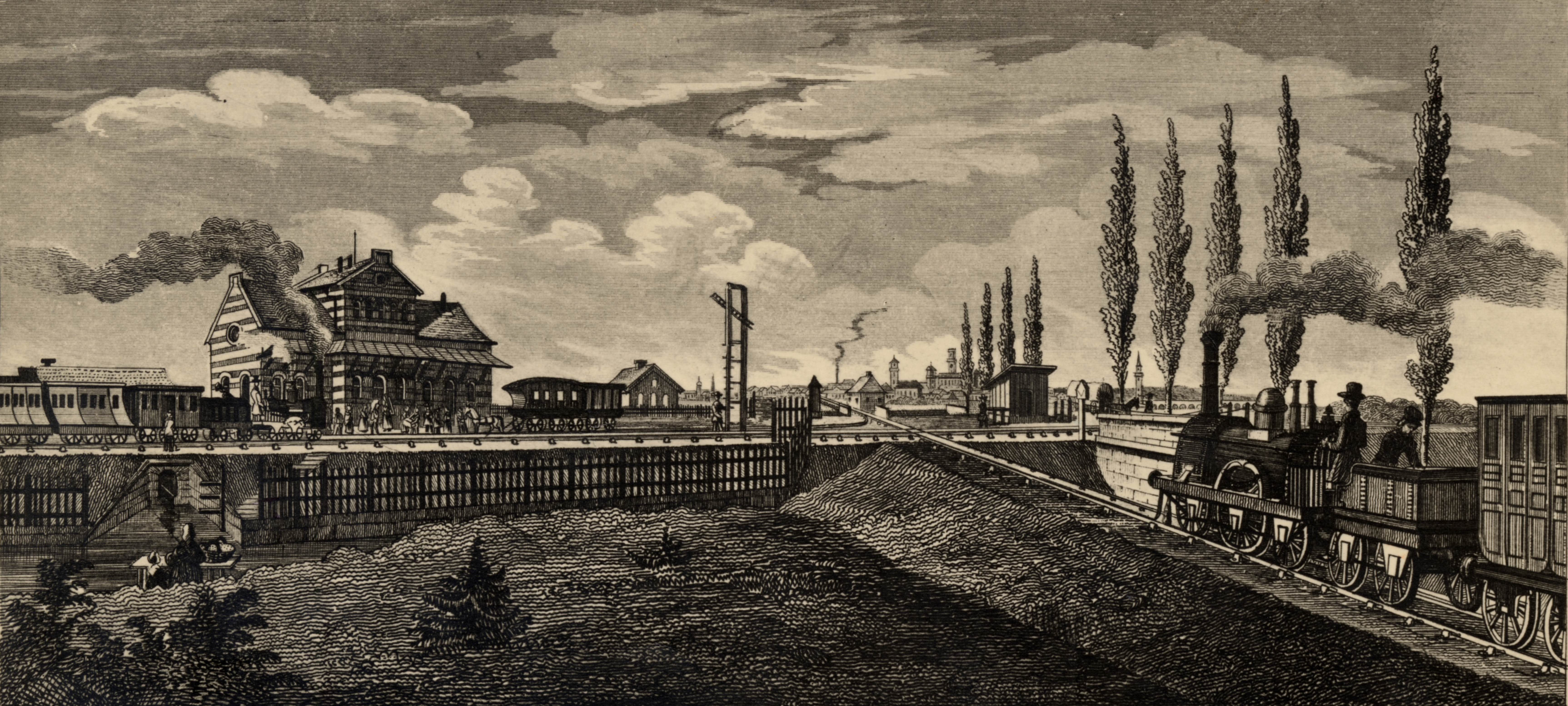
La intersección de Fürth alrededor de 1845, a la derecha el ferrocarril de la línea Ludwig.

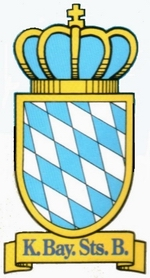
Escudo de los ferrocarriles estatales bávaros.

En 1801 el rey Maximiliano I dirigió una operación de rescate cuando colapsó el taller de un vidriero, salvando la vida de Joseph von Fraunhofer, un aprendiz huérfano de 14 años. Maximiliano donó libros y ordenó al fabricante de vidrio Philipp Anton Weichelsberger que le diera tiempo a Fraunhofer para estudiar. Fraunhofer se convirtió en uno de los científicos ópticos y artesanos más famosos de la historia, inventando el espectroscopio y la espectroscopía, lo que hizo que Baviera fuera reconocida por su excelente óptica.
Durante el reinado de Luis I se alentó la industrialización de Baviera. En 1836 se dio inicio a la construcción del canal Ludwig entre los ríos Main y Danubio. En 1835 se construyó el primer ferrocarril alemán en su dominio, entre las ciudades de Fürth y Núremberg (el Ludwigseisenbahn). Baviera se unió al Zollverein en 1834. En 1836, Joseph Anton von Maffei fundó la empresa de locomotoras de JA Maffei en el Jardín Inglés de Múnich. Su deseo era hacer que Baviera fuera competitiva en el campo de los motores industriales. Desde pequeños comienzos, surgió una fábrica de locomotoras de renombre mundial. Maffei, entre otros, también defendió la construcción de la línea ferroviaria de Múnich a Augsburgo y apoyó a Johann Ulrich Himbsel en la construcción del ferrocarril privado de Múnich a Starnberg.
La población de Baviera creció más lentamente que en otras partes de Alemania. La edad para matrimonio fue relativamente alta; la ley de herencia puede haber contribuido a esta situación. La industrialización de Baviera, también fue más lenta que en otras regiones y países. Los historiadores lo llaman "industrialización tardía".
Sin embargo, Baviera tenía condiciones visiblemente desfavorables para la industrialización:
- Pobreza en términos de materias primas.
- Es un estado de la Periferia (aparte del Palatinado Renano, Baviera no está en el sistema fluvial del río Rin, pero sí en el Danubio)
- Constaba de una infraestructura débil.
- Tenía poca oferta de mano de obra barata.
- Era una sociedad agraria y artesanal.
- Además poseía un lento crecimiento de la población.

En términos de producción agrícola, la balanza comercial de Baviera fue negativa en 1848. La exportación de materias primas y bienes proporcionó una balanza comercial positiva general; estaba muy por encima de la importación de productos extranjeros. La industria aún tenía que expandirse.
El 18 de julio de 1855, se inició la construcción de la fábrica textil (Ludwigshafen Sametfabrik) en los terrenos de los antiguos jardines del castillo de Oggersheim.
En cuestión de líneas ferroviarias, las autoridades de los estados alemanes se enfrentaron al nuevo sistema ferroviario emergente con diferentes actitudes. En parte, la iniciativa se dejó a los empresarios, en parte se intentó promover un ferrocarril apoyado por el estado, este más pronunciado en las monarquías del sur de Alemania, Baden, Reino de Baviera y Württemberg. En Baviera, la compañía ferroviaria privada Múnich-Augsburg inició la construcción del ferrocarril en 1839 y abrió el 4 de octubre de 1840 su ruta de Múnich a Augsburgo. Con su nacionalización comenzó en 1844, el tiempo del ferrocarril estatal de Baviera. La Compañía real de Ferrocarriles Estatales de Baviera (Königlich Bayerische Staatseisenbahnen) construyó 1844-53 por primera vez de sur a norte la línea de tren Ludwig (Ludwig-Süd-Nord-Bahn) con 548 kilómetros de longitud entre Hof y Lindau.
La conexión entre Berlín y Múnich se completó a través de la línea ferroviaria sajona-bávara Leipzig-Hof (1842-1851) y el ferrocarril bávaro Ludwig-Süd-Nord (1844-1849).
El primer ministro bávaro Clodoveo de Hohenlohe propuso en 1869 en línea con la Unión Aduanera Alemana, la formación de hace una asociación alemana de ferrocarriles, con los ferrocarriles estatales involucrados poniéndose de acuerdo sobre reglas en común de trabajo y tarifas uniformes. Sin embargo, la propuesta no fue apoyada.
Durante el reinado de Luis II, los enormes proyectos de construcción del rey se financiaron con la fortuna privada real y causaron allí, en el llamado efectivo del Gabinete, déficits considerables. La lista civil disponible para él se fijó en 4,2 millones de florines por año. En 1884 tenía 7.5 millones de gulden de deudas, que debían cubrirse con bonos. El rey finalmente quedó rezagado con un "salario anual", y para la posterior construcción de sus castillos, en 1887 todavía faltaban unos tres "salarios anuales" (15 millones). Después de su muerte la casa Wittelsbach pagó hasta 1902, todo lo incurrido en deudas de la actividad de construcción del rey Luis a los bancos acreedores.
Después de incorporación al Reich Alemán la economía del reino formó parte de la economía nacional Alemana.

### Moneda
Desde 1806, se unificó la moneda del nuevo reino con la introducción del gulden bávaro y se puso fin al caos de las diversas monedas provenientes del antiguo imperio. El término "moneda" debe tomarse literalmente, porque el papel moneda bávaro no existiría hasta 30 años después.
En 1836, se otorgó al Banco bávaro de hipoteca e intercambio (Bayerische Hypotheken- und Wechsel-Bank) el privilegio de emitir billetes en el reino. Contrario al escepticismo de los políticos y banqueros bávaros, estos nuevos billetes pronto se convirtieron en un medio de pago aceptado y popular. A partir del 4 de diciembre de 1871, el marco de oro pasó a ser la moneda oficial del reino dentro del nuevo Reich Alemán.

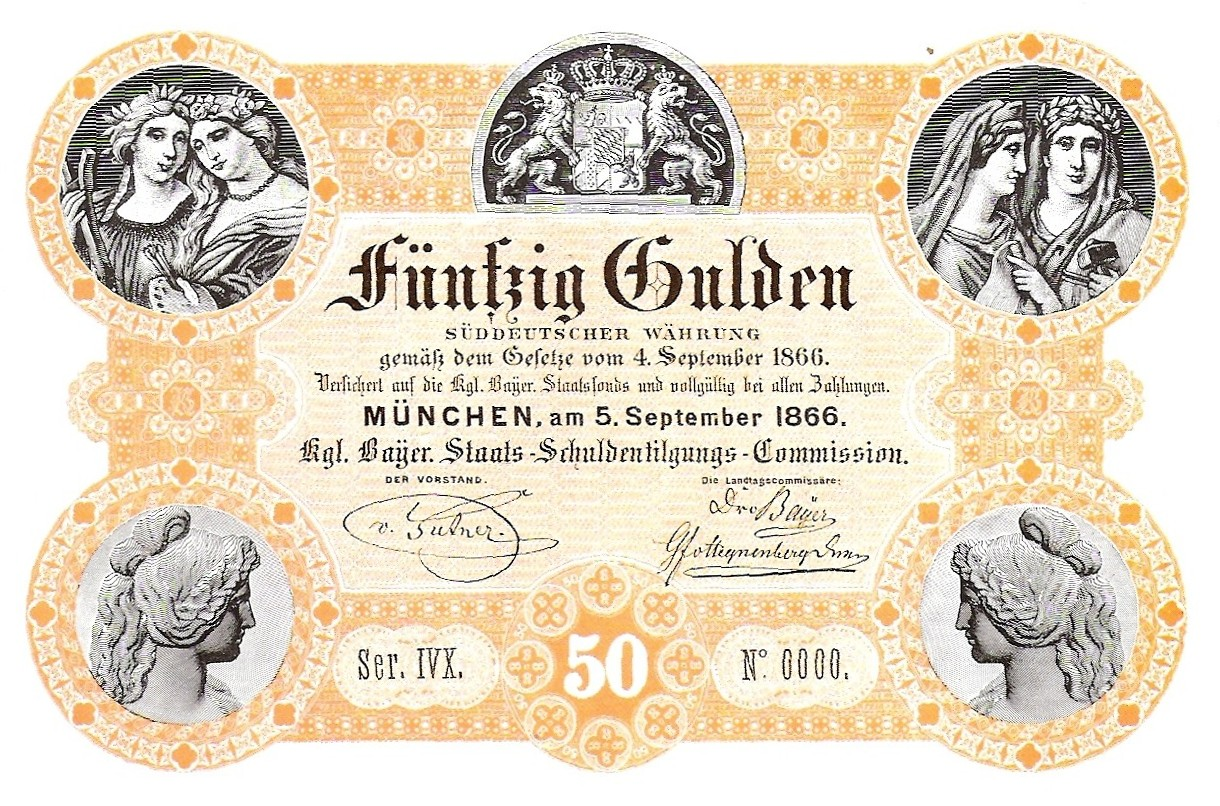
Gulden de 1866.

## Religión
Desde la Guerra de los treinta años, la casa de Wittelsbach se mantuvo fiel a la Iglesia católica. Sin embargo después de la revolución francesa y la alianza de Baviera con la Francia Napoleónica, el nuevo reino recibió las ideas de la ilustración.
Durante el reinado de Maximiliano I, con el fin de reducir la influencia política y cultural de la Iglesia Católica en Baviera a favor del estado secular, 
el primer ministro Montgelas extendió los derechos civiles, incluida la ciudadanía, a los protestantes. Las comunidades judías obtuvieron un estatus legal seguro, aunque siguió habiendo un registro especial discriminatorio. De acuerdo con los principios de la Ilustración y la reorganización napoleónica de Europa, la expropiación de la propiedad de la Iglesia y la supresión de las instituciones de la Iglesia fueron pasos esenciales para la modernización del Estado. Desde los primeros siglos de la Edad Media, los monasterios habían sido propietarios de grandes extensiones de tierra y gobernaban a los granjeros que trabajaban esa tierra. Montgelas, una vez más acorde con los principios de la Ilustración y la reorganización napoleónica de Europa que favoreció el establecimiento de la autoridad secular absoluta frente a la religión, fue necesario eliminar tales ejercicios de autoridad y recursos de las instituciones de la iglesia.
Sin embargo tras la caída de Montgelas, el reino bávaro y la santa sede celebraron el 24 de octubre de 1817 un concordato.
En 1837, los ultramontanos respaldados por la Iglesia católica obtuvieron el control del parlamento bávaro y comenzaron una campaña de cambios a la constitución, como la eliminación de los derechos civiles que anteriormente se habían otorgado a los protestantes, así como la aplicación de la censura política. El 14 de agosto de 1838, el rey emitió una orden para que todos los miembros de las fuerzas armadas se arrodillaran en presencia del Santísimo Sacramento en las procesiones de Corpus Christi y en los servicios de la iglesia. Esta política, que había existido cuando Baviera era todavía casi puramente católica en el período anterior a 1803, había sido descontinuada con la inclusión de grandes áreas protestantes. El régimen de Ultramontanos solo terminó debido a sus demandas contra la naturalización de Eliza Gilbert, la amante nacida en Irlanda de Luis I (conocida por su nombre artístico Lola Montez). Ludwig resintió este movimiento y los Ultramontanes bajo Karl von Abel fueron expulsados.
Dentro del nuevo imperio Alemán los católicos bávaros se vieron hostigados por la política Bismarckiana del Kulturkampf. A partir de 1878, Bismarck empieza a modificar su política: suprime, suaviza o deja en suspenso algunas de las leyes.
El breve mandato de Luis fue fuertemente conservador y católico. Él estaba cerca del centro. Su política social se basó fuertemente en la encíclica Rerum Novarum, que fue publicada en 1891 por el Papa León XIII. El rey bávaro recurrió al Papa Benedicto XV con la solicitud de que la Santa Sede pueda declarar a la Virgen María, Nuestra Señora María la patrona de Baviera y permitir una fiesta mariana bávara. Con la aprobación del Vaticano, se concedió el 14 de mayo de 1916, como la fiesta de la " Patrona de Baviera ", el festival se celebró por primera vez en Múnich; desde 1917 en adelante en todas las diócesis bávaras.
El antiguo corazón de Baviera se mantuvo tradicionalmente católico incluso después de la Reforma. A medida que el Reino de Baviera se extendió por numerosos dominios, adquirió muchas zonas protestantes. Todo Protestante (Luterano y Reformado) quedó dentro de una iglesia unificada en 1806 (unión administrativa/Verwaltungsunion) y todas las iglesias protestantes del reino fueron administrativamente subordinadas en 1817 a un consistorio superior en Múnich y la Iglesia Protestante en el Reino de Baviera (Alemán: Protestantische Kirche im Königreiche Bayern), fue fundada en 1821. En ese momento también habían comunidades que pertenecían a las áreas "izquierda del Rin" (el llamado Rheinpfalz). Aquí las comunidades luterana y reformada se unieron en 1817 dentro de una iglesia unificada ("confesión"/Bekenntnisunion), que en 1848 se convirtió en legalmente independiente. Desde 1824, la comunidad protestante en Baviera se llamó iglesia Protestante (Prostestantische Kirche). Para las comunidades reformadas a la derecha del Rin en 1853 se estableció un sínodo independiente y su propio liderazgo eclesiástico (los " Moderamen "). El jefe de la "Iglesia evangélica en Baviera" fue el rey de Baviera como "summus episcopus".
En 1816, el edicto judío emitido tres años antes entró en vigor en Baviera. Los judíos eran en gran medida iguales a los cristianos legalmente. El edicto, un hito en la historia de la asimilación de los Judíos de Baviera, decretó la abolición de la jurisdicción judía, a los Judíos se les permitió comprar un terreno y les abrió el acceso a todas las universidades del país. El edicto, sin embargo, también regulaba el registro de judíos residenciales con una carta de protección (matriculación) en las listas. Dado que se definió un número máximo de familias judías para cada ubicación, lo que debería reducirse si es posible, la regulación no solo afectó la libertad de movimiento de los judíos, sino también las posibilidades de los judíos para formar una familia.
Un vehemente antisemitismo estalló en 1819 en los disturbios de Hep-Hep en Würzburg y otras ciudades bávaras.
En la segunda mitad del siglo XIX, sin embargo, las condiciones de vida de los judíos en Baviera fueron mejorando progresivamente. En 1848 recibió el derecho de sufragio y 1849 David Morgenstern, un diputado judío fue elegido por primera vez para el parlamento del estado de Bávaro. En 1850, los judíos pudieron establecerse en Núremberg, de donde fueron expulsados en 1499.
La igualdad legal completa de los judíos en Baviera se consiguió con la constitución del Reich alemán, fundado en 1871.

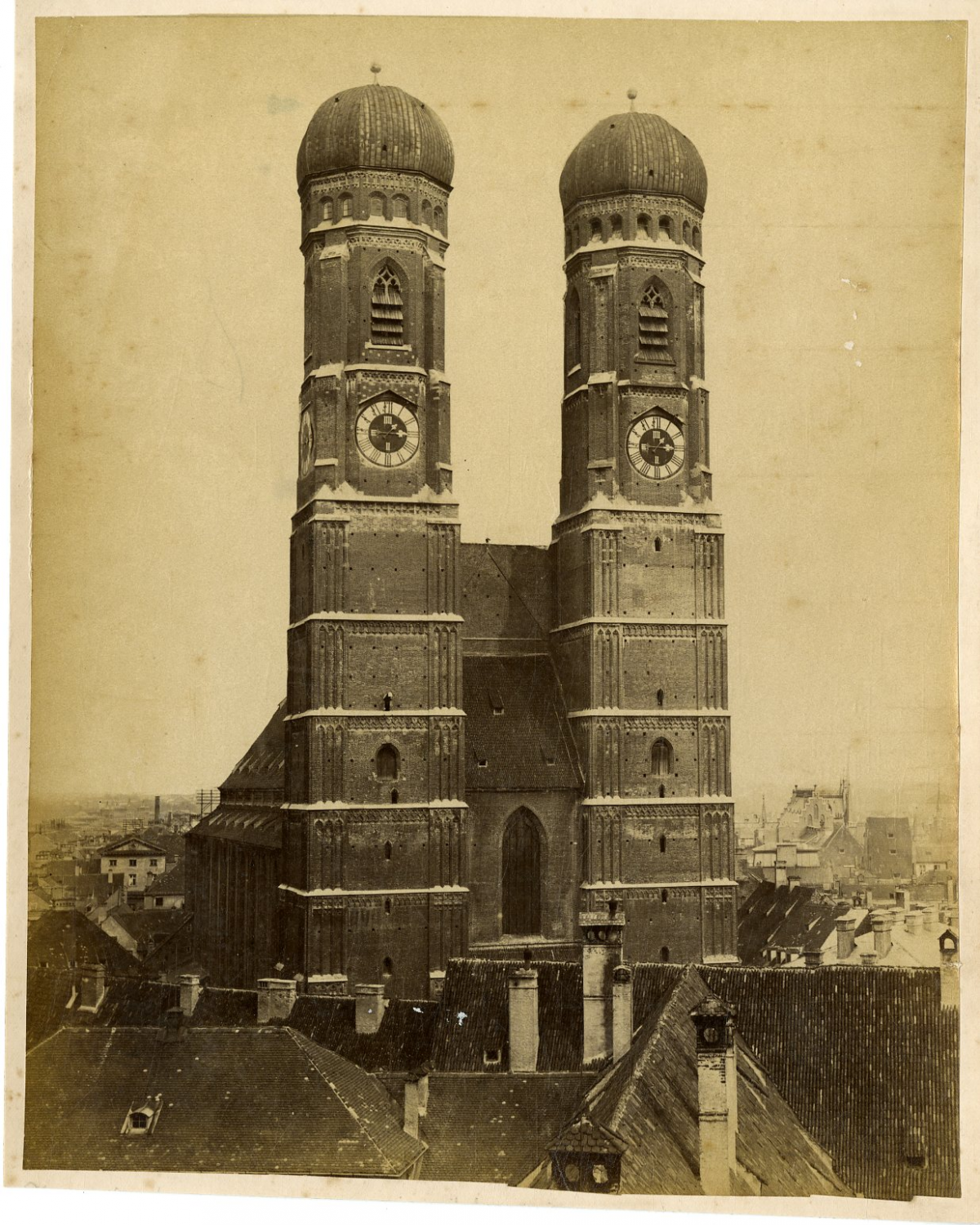
Catedral de Nuestra Señora de Múnich alrededor de 1875.
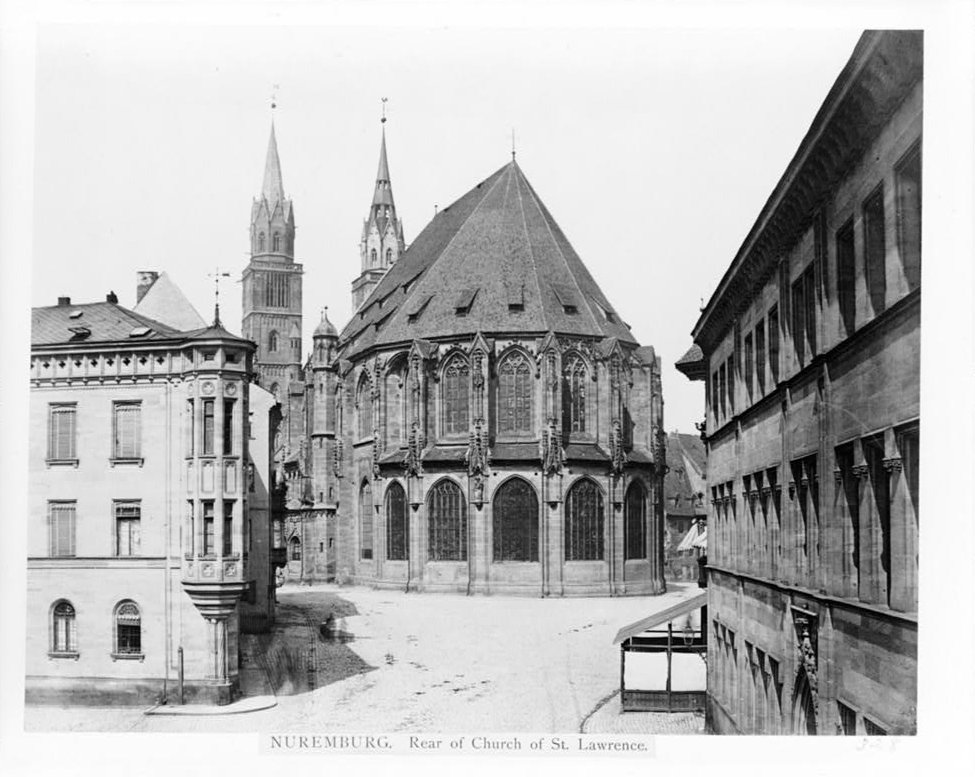
Iglesia luterana de San Lorenzo en Núremberg, fotografía de entre 1860 y 1890.
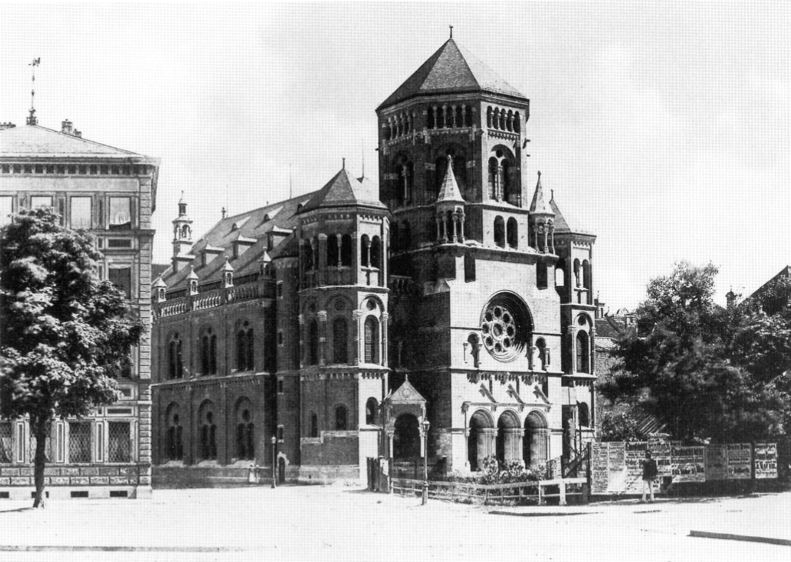
Antigua sinagoga en Herzog-Max-Strasse en Munich. Vista frontal (1889).

## Defensa
El Ejército bávaro (en alemán: Bayerische Armee) o Ejército Real de Baviera (en alemán: Königlich Bayerisches Armee) fue el ejército del electorado (1682-1806) y luego el reino (1806-1919) de Baviera. Existió desde 1682 como el ejército permanente de Baviera hasta la fusión de la soberanía militar ( Wehrhoheit ) de Baviera con la del Estado alemán en 1919. El ejército bávaro nunca fue comparable a los ejércitos de las Grandes Potencias del siglo XIX, pero proporcionó a la dinastía Wittelsbach un campo de acción suficiente, en el contexto de políticas efectivas de alianza, para transformar a Baviera de un pequeño estado desarticulado territorialmente al segundo estado más grande del Imperio alemán después de Prusia.

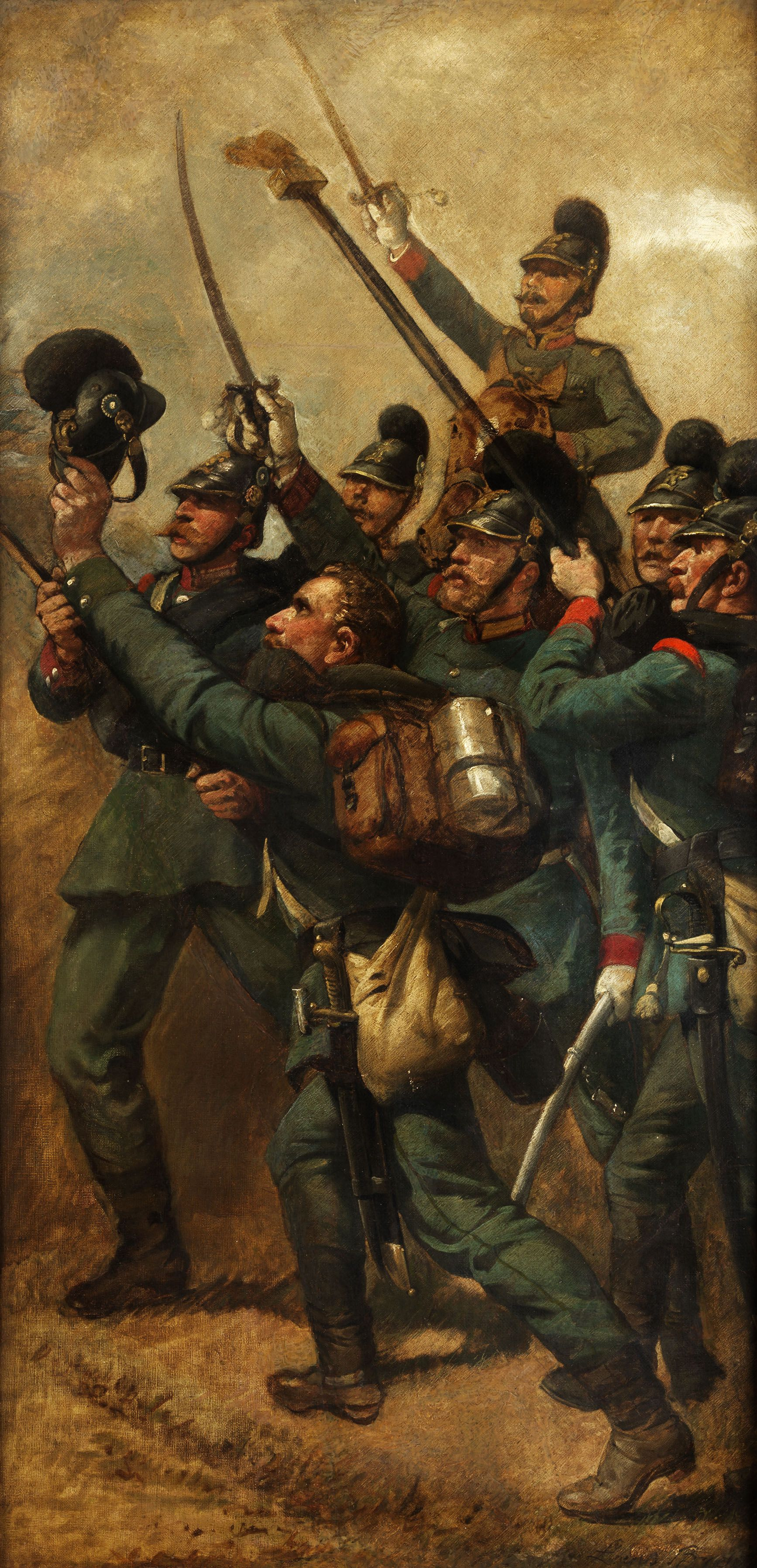
Soldados bávaros

## Órdenes de Caballería

Orden de San Huberto
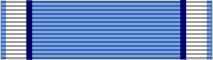
Orden Real y Militar de San Jorge
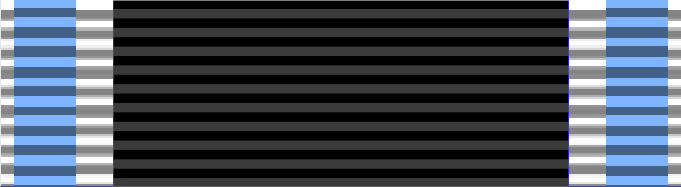
Orden Militar de Max Joseph
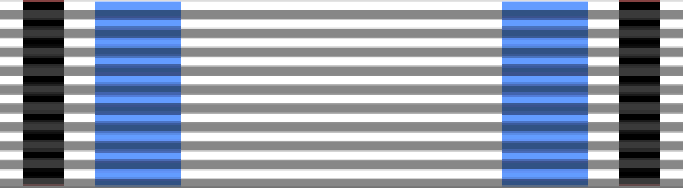
Orden al Mérito Militar (Baviera)
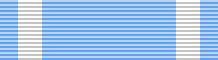
Orden del mérito de la corona bávara
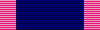
Orden de San Miguel (Baviera)
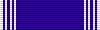
Orden Bávara de Maximiliano para las ciencias y las artes
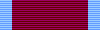
Orden de Luis (Baviera)
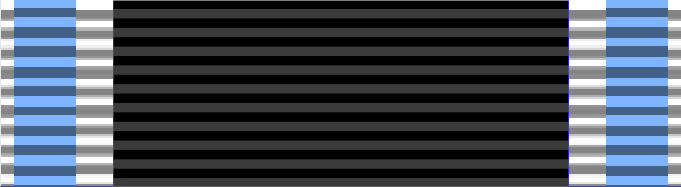
Orden Médico Militar
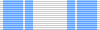
Orden de Teresa
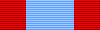
Orden de Santa Isabel (Baviera)
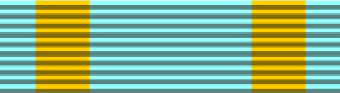
Orden de Santa Ana (Baviera)

Órdenes caballería femeninas:
- Orden de Teresa
- Orden de Santa Isabel (Baviera)
- Orden de Santa Ana (Baviera)

- Orden de San Huberto
- Orden Real y Militar de San Jorge
- Orden Militar de Max Joseph
- Orden al Mérito Militar (Baviera)
- Orden del mérito de la corona bávara
- Orden de San Miguel (Baviera)
- Orden Bávara de Maximiliano para las ciencias y las artes
- Orden de Luis (Baviera)
- Orden Médico Militar
- Orden de Teresa
- Orden de Santa Isabel (Baviera)
- Orden de Santa Ana (Baviera)